# BMW M3
Pour les articles homonymes, voir M3.
 (avril 2023).
Si vous disposez d'ouvrages ou d'articles de référence ou si vous connaissez des sites web de qualité traitant du thème abordé ici, merci de compléter l'article en donnant les références utiles à sa vérifiabilité et en les liant à la section « Notes et références ».

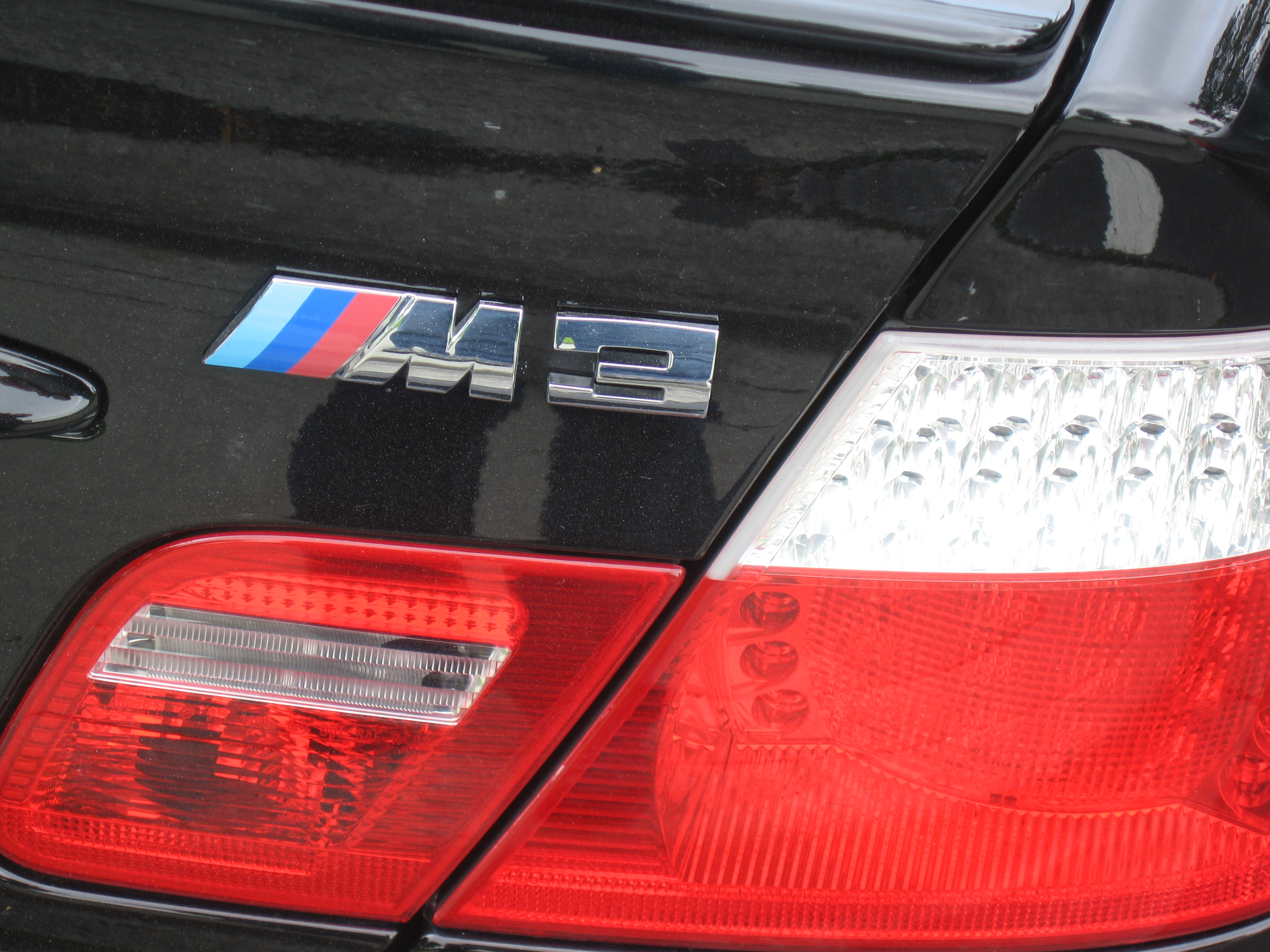
Logo sur une BMW M3 (E46).

La BMW M3 est la version sportive de la BMW Série 3, conçue par la branche BMW M (« M » de « motorsport ») de la marque bavaroise BMW. Construite sur la base du châssis E30, elle a été présentée au salon de Francfort de 1985. À l'origine conçue dans le but de gagner des courses, les générations suivantes furent avant tout développées à destination d'une clientèle de plus en plus nombreuse et amatrice de la super-sportive. En quarante ans, la BMW M3 est passée d'un moteur quatre-cylindres de 200 ch à l'actuel six-cylindres en ligne biturbo, Version CS Touring, à 551 chevaux.

## E30 (1986-1991)
La première gamme de M3 a été présentée début 1986 en tant que modèle d’homologation pour le championnat allemand de voitures de tourisme et elle était basée sur la gamme E30.
La BMW M3 n’était initialement disponible qu’en berline deux portes, tandis que le cabriolet a suivi en mai 1988. La base de la M3, la BMW E30, était disponible de série en berline deux portes, avec une option quatre portes disponible moyennant un supplément. Cependant, cette option ne s’appliquait pas à la M3.

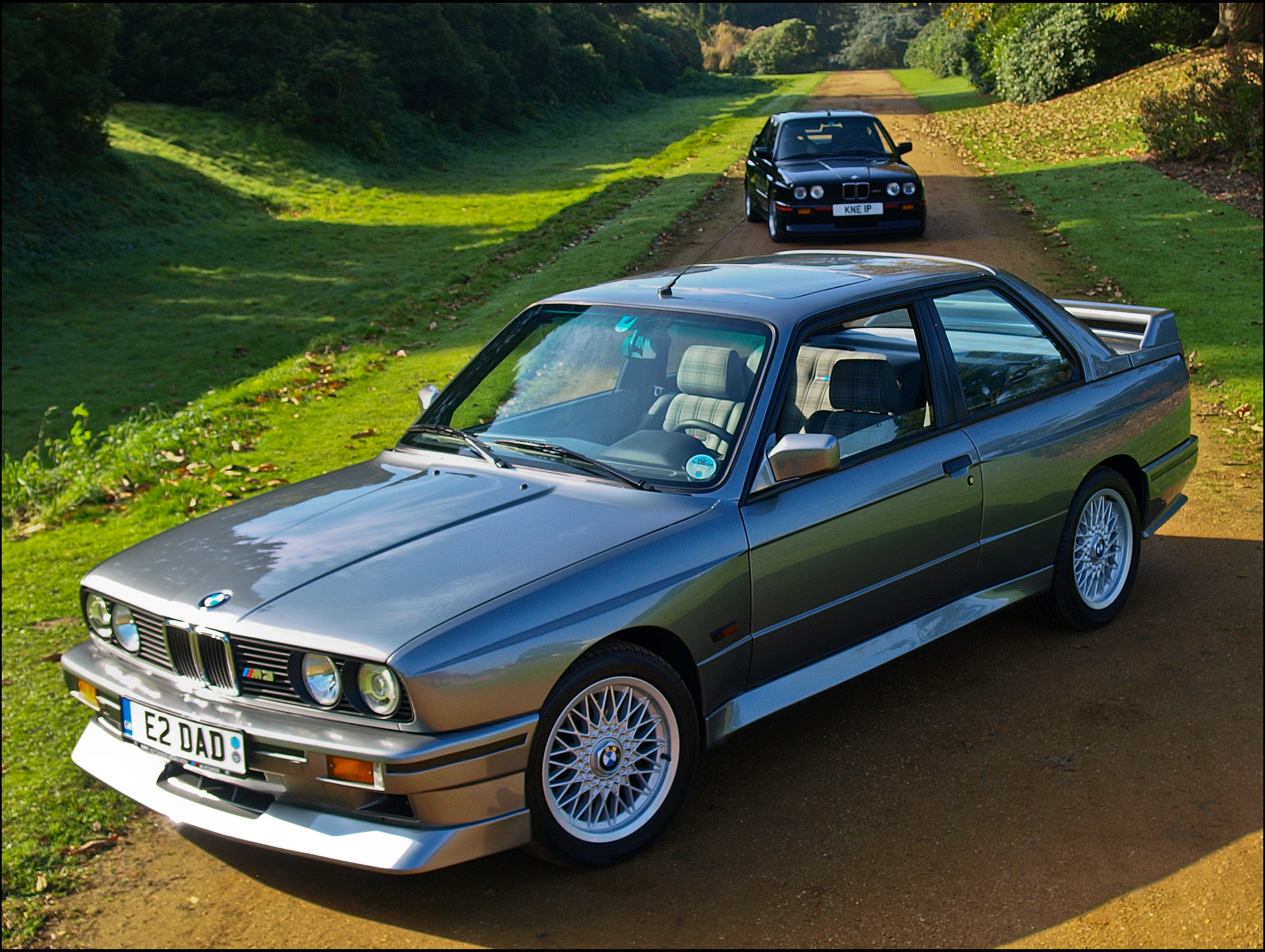
BMW M3 Evolution II (premier plan) et M3 Sport Evolution (arrière plan).

La forme de la carrosserie a été considérablement modifiée pour la M3 afin d’améliorer encore, entre autres, la rigidité en torsion, le coefficient de traînée et la dynamique de conduite. L’aptitude à la course était au premier plan, de sorte que des restrictions sur le confort et les coûts de production pouvaient être imposées.
La première M3 était équipée d'un moteur 4-cylindres à 16 soupapes proposé en deux cylindrées, d'abord 2,3 L puis 2,5 L, et d'appendices aérodynamiques au look sportif.
Modèles
- Modèle de base 200 ch : (2,3 L - 16 soupapes I4) - 200 ch (147 kW) − 0–100 km : 6,9 s. Vmax : 235 km/h
- Modèle catalysé & Europameister : (2,3 L - 16 soupapes I4) - 195 ch (143 kW) − 0–100 km : 6,9 s. Vmax : 235 km/h
- Evolution I (dont Tour de Corse) : (2,3 L - 16 soupapes I4) - 200 ch (147 kW) − 0–100 km : 6,9 s. Vmax : 235 km/h
- Evolution II : (2,3 L - 16 soupapes I4) - 220 ch (161 kW) − 0–100 km : 6,6 s. Vmax : 243 km/h
- Sport Evolution : (2,5 L - 16 soupapes I4) - 238 ch (175 kW) − 0–100 km : 6,5 s. Vmax : 248 km/h[1]
- Modèle 215 Ch, Cecotto & Ravaglia : (2,3 L - 16 soupapes I4) - 215 ch (158 kW) − 0–100 km : 6,8 s. Vmax : 241 km/h

### Modèles
| Modèle                  | Puissance (ch)         |
| ----------------------- | ---------------------- |
| BMW M3 E30              | 200 ch (195 catalysée) |
| Evolution I             | 200 ch                 |
| Evolution II            | 220 ch                 |
| Sport Evolution         | 238 ch                 |
| Modèle 215 ch           | 215 ch                 |
| Cecotto / Ravaglia      | 215 ch                 |
| Cecotto Schweiz Edition | 211 ch                 |
| Tour de Corse           | 200 ch                 |
| Europameister           | 195 ch                 |

### Modèles dérivés
| Modèle                | Puissance (ch) |
| --------------------- | -------------- |
| BMW 320is             | 192 ch         |
| Alpina B6S            | 261 ch         |
| Hartge H-35-24s       | 330 ch         |
| AC Schnitzer S3 Sport | 245 ch         |
| G-Power G3 Bi turbo   | 430 ch         |
| Hamann 2.3            | 348 ch         |
| M3 E30 2.5 MK         | 278 ch         |

### Compétition
Elle était déclinée tant en version « Groupe N » qu'en « Groupe A ». Parmi les nombreux préparateurs qui la développèrent et l'engagèrent, l'équipe britannique Prodrive de David Richards connu son heure de gloire avec cette voiture.
Rallye
En rallyes, elle remporte la première manche du championnat du monde (WRC) à laquelle elle participa : le Tour de Corse 1987, entre les mains du français Bernard Béguin (avec plus de deux minutes d'avance sur son compatriote Yves Loubet). C'est sa seule victoire en championnat du monde des rallyes, l’usine n’ayant pas souhaité l’engager officiellement. Avec la M3, Béguin fut vice-champion de France des rallyes en 1987 et 1988.
Deux titres en championnat de Belgique des rallyes Inter (BRC) : en 1988 avec Patrick Snijers, vice-champion d'Europe la même année (6 victoires au total dont 4 en championnat d'Europe) et 1989 grâce à Marc Duez (1 victoire). Dominique Bruyneel remporte le championnat National en 1992. Alain Vandy pilota une M3 E30 GrA ex-Prodrive-Dewinter en 1994 en Belgique (Wallonie, Hannut, Bianchi, Sombreffe, Micky, Limelette et le Condroz). En 1996, il devient champion de Belgique en Groupe R (3e au championnat National Belge) au volant d'une seconde M3 GrA ex-Prodrive-Bruyneel.
Deux titres du Championnat de France des rallyes (CFR), en 1989 et 1990 pour François Chatriot.
Finalement, la M3 E30 remportera seize victoires en CFR entre 1987 et 1990, sept en BRC et neuf en championnat d'Europe des rallyes (ERC) avec des pilotes français (six avec des Belges). Dans la foulée Pascal Thomasse obtint deux podiums en Championnat de France D2, en 1990 et 1994.
Elle est à aujourd'hui toujours utilisée par de nombreux pilotes amateurs, partout en Europe (entre autres en Coupe de France des rallyes, où elle s'est imposée sans discontinuer entre 1990 et 1995, puis en 1998 (E30 et E36) : Hugues Delage obtint les coupes 1990, 1993 et 1994, et Dominique de Meyer celle de l'année 1991 et la finale de 1995 (Christophe Lapierre vainqueur de la coupe 1992, et Patrick Rouillard de celle 1998 pour la dernière fois de l'évolution M3 ex Vandy). Au Liban, Nabil Karam s'est imposé en 1991.
Course de côte
En Championnat d'Europe de course de côte, elle a remporté le titre de Catégorie I à cinq reprises consécutives avec Francis Dosières entre 1989 et 1993 (voiture homologuée Gr.A); s'ensuivirent de nombreux autres titres toujours de Catégorie I pour les versions ultérieures de la M3 Gr.A, avec le tchèque Otakar Krámský (1995, 1997 et 1998), le croate Niko Pulić (1999, 2000 et 2001), le tchèque Robert Šenkýř (2003 et 2004) et l'allemand Jörg Weidinger (2005 et 2006), soit 15 titres de championne d'Europe entre 1989 et 2006. Le Challenge international de la montagne (FCHA) de la FIA ne lui a pas non plus échappé, avec le hongrois László Hernádi (2006, 2007 et 2008).
En courses sur glace, elle remporte les deux victoires aux 24 Heures de Chamonix en 1991 et 1992 avec Marcel Tarrès (2), Christian Debias (1) et B. Béguin (1) et les trois autres victoires de M. Tarrès (seul cette fois) à la Ronde de Serre Chevalier en 1991, 1992 (version 4x4) et 1993 (4x4) dans le cadre du Trophée Andros.
Course de tourisme
En Tourisme et Grand Tourisme, le titre mondial Tourisme 1987 (le seul attribué durant 18 ans) revint à l'italien Roberto Ravaglia (victoires de la M3 à Jarama, Dijon, aux 24 Heures de Spa et à Silverstone). Le Championnat d'Europe FIA des voitures de tourisme fut remporté en 1987 par Winfried Vogt (plus titre constructeurs) et en 1988 par Roberto Ravaglia.
Le Deutsche Tourenwagen Masters (DTM) pilotes (Tourisme) fut gagné en 1987 par Eric van de Poele et en 1989 encore par Roberto Ravaglia (plus les titres constructeurs de 1987 à 1990), le BTCC (British Touring Cars Championship) le fut par deux fois avec Frank Sytner (1988) et Will Hoy (1991 et titre constructeur), le Championnat de France de Supertourisme le fut aussi par deux fois grâce à Jean-Pierre Malcher (1989 et 1990; plus Dayraut en 2001 sur la version Silhouette), les titres conducteur et constructeur espagnols le furent une fois en 1992 avec Juan Ignacio Villacieros (Championnat d'Espagne de vitesse sur circuit - Tourisme), et le titre national Belge Grand Tourisme 1996 revint à l'équipage Hubert/Hubert/Duez.
La voiture remporta notamment les 24 Heures du Nürburgring en 1989 (avec Ravaglia), 1990, 1991 et 1992 (Duez alors lauréat), puis 1994, 1996 et 1997 (E36 pour les deux dernières dates), et les 24 Heures de Spa qu'elle gagna à quatre reprises, en 1987, 1988 (avec Ravaglia), 1990 et 1992.
Ravaglia a ainsi pu obtenir le WTCC (1987), l'ETCC (1988) et le DTM (1989) avec la M3. Dans la foulée il a aussi remporté le Campionato Italiano Superturismo en 1990 et 1991 (seize victoires en deux ans). Sa première grande victoire sur M3 avait été à la Macau Guia Race, en 1987 (où une M3 s'imposa à cinq reprises jusqu'en 1993).
Pour l'Océanie, Jim Richards a remporté le championnat australien Tourisme en 1987 (en), Trevor Crowe le championnat néo-zélandais Tourisme (en) en 1988, et Peter Doulman le championnat australien Super Tourisme (en) et le championnat australien 2L (en) en 1993.

#### BMW M3 Groupe A Evo Sport

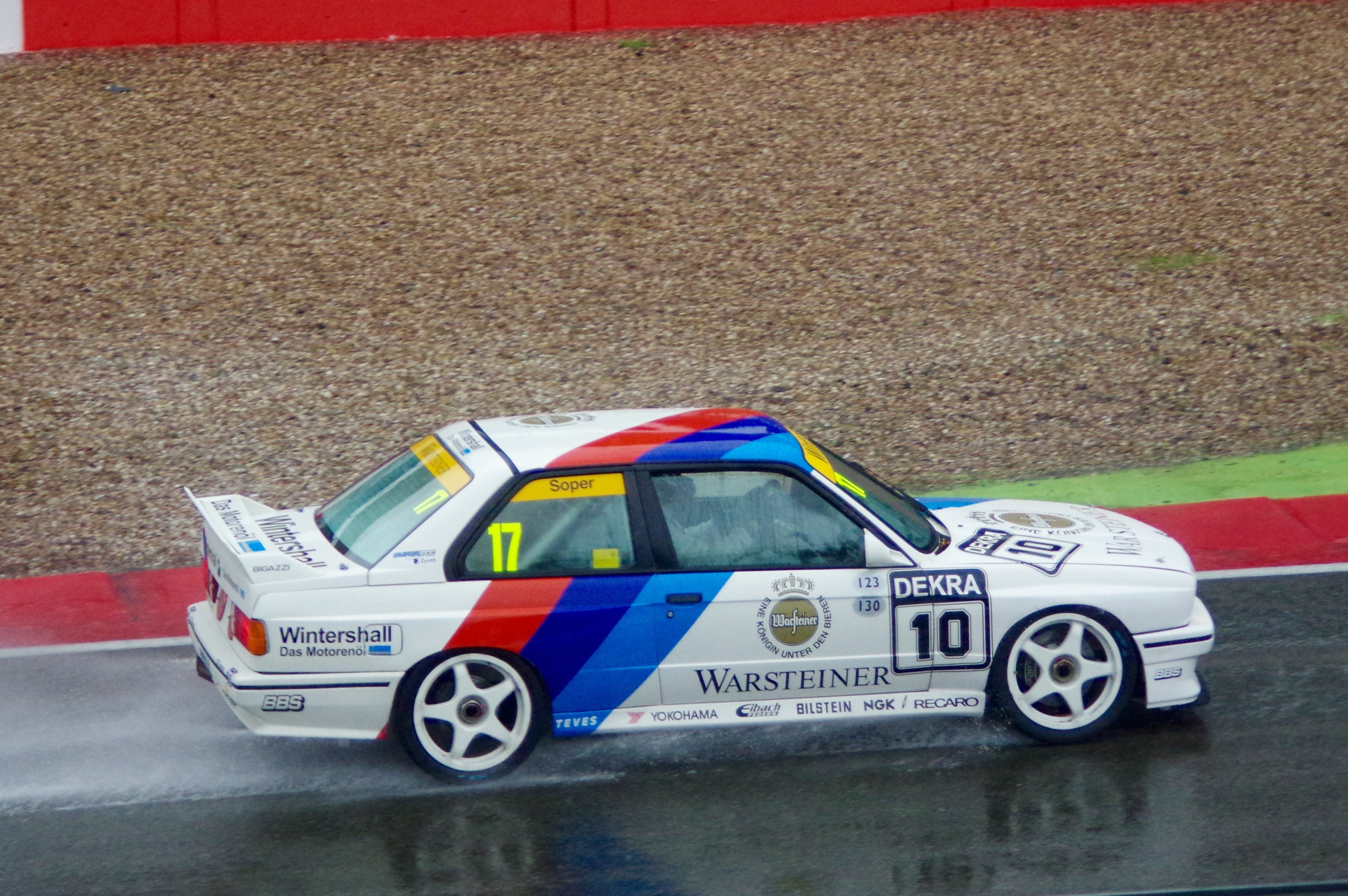
BMW M3 Sport Evolution (Groupe A) de 1991 au Silverstone Classic

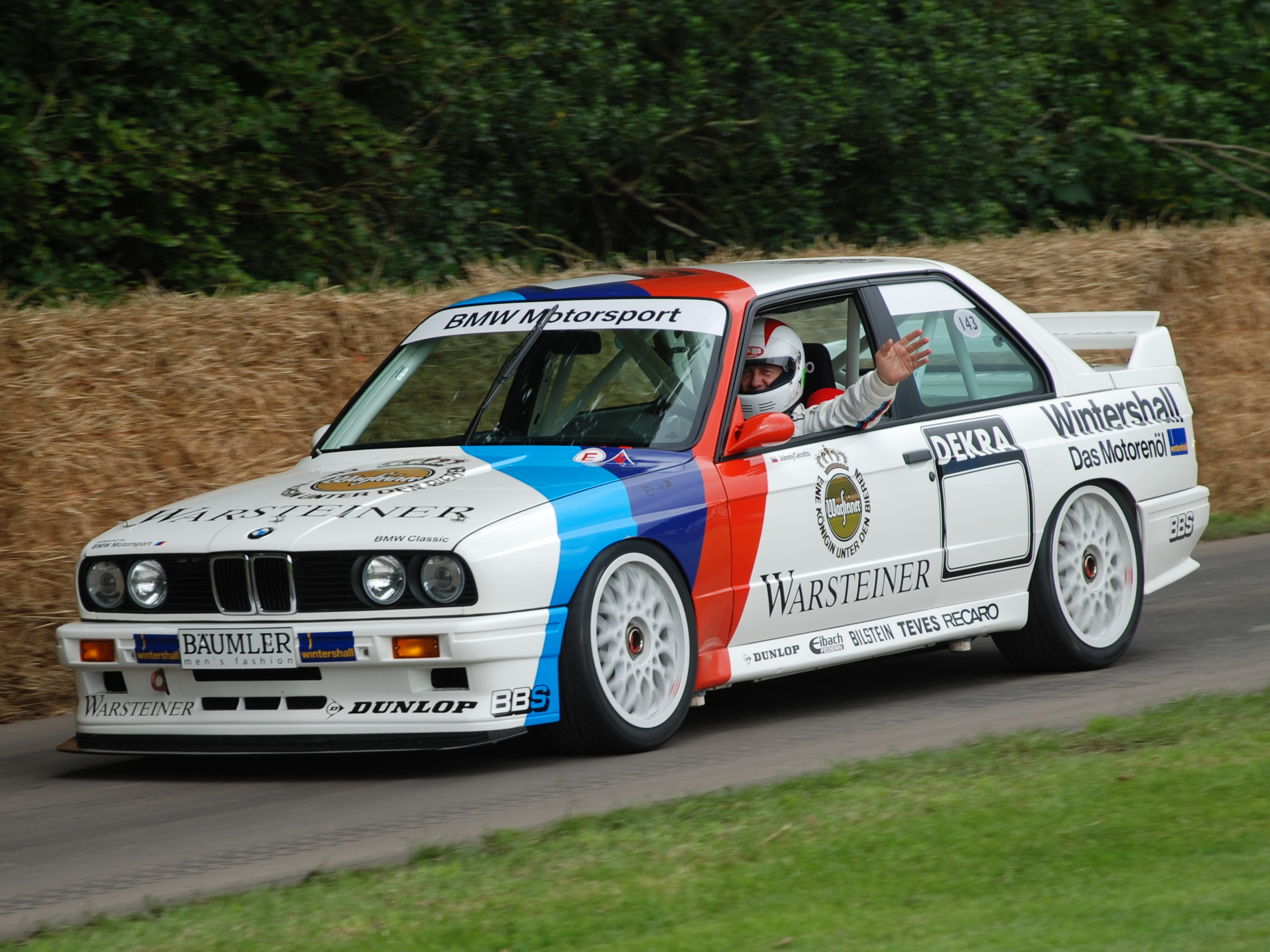
BMW M3 Sport Evolution (Groupe A) au Goodwood Festival of Speed 2016

La BMW M3 E30 possède un palmarès impressionnant notamment en course de tourisme. En 1990, BMW lance la Sport Evolution, voiture d'homologation spéciale à 600 exemplaires, pour les dernières années de la réglementation Groupe A en championnat allemand de voitures de tourisme (DTM). La BMW M3 Sport Evolution dans sa version DTM est l'ultime version, la plus aboutie, en voici les spécifications moteurs et caractéristiques techniques:
Catégories : Course de côte / DTM / BTCC / Endurance

Année de première édition : 1987

Année de dernière édition : 1992
Moteur
Type de moteur : 4-cylindres en ligne

Disposition : longitudinal avant

Nombre de soupapes : 16 soupapes, quatre par cylindre

Distribution : double arbre à cames en tête

Alimentation : gestion Bosch Motronic

Énergie : essence

Cylindrée : 2 467 cm3

Alésage course : 95,5 × 87 mm

Compression : 12.1:1

Puissance : 365 ch à 8 750 tr/min

Couple : 290 N m à 7 500 tr/min

Régime maximal : 9 300 tr/min
Transmission
Type de transmission : propulsion

Boîte de vitesses : 5 rapports à crabots
Châssis et trains roulants
Suspensions Av : MacPherson

Suspensions Ar : triangles obliques

Freins avant : disques ventilés

Freins arrière : disques ventilés

Pneus avant : 245/630-18

Pneus arrière : 245/630-18
Dimensions
Masse : 940 kg

Longueur : 435 cm

Largeur : 168 cm

Hauteur : 137 cm
Performances
Vitesse maximale : 281 km/h

0-100 km/h : 4,3 secondes

Rapport poids/puissance : 2,57 kg/ch

Rapport puissance/litre : 147,953 ch/litre

### Caractéristiques techniques
La version sportive de la BMW Série 3 présente les caractéristiques techniques,,,,,,,, :
|                             | 2.3 195 Coupé                                 | 2.3 195 Cabriolet                             | 2.3 215 Coupé                                 | 2.3 215 Cabriolet                             | 2.3 Evo I                                     | 2.3 Evo II                                    | 2,4 Schnitzer                                 | 2.5 Sport Evo                                 |
| Moteur                      | 4 cylindres en ligne                          | 4 cylindres en ligne                          | 4 cylindres en ligne                          | 4 cylindres en ligne                          | 4 cylindres en ligne                          | 4 cylindres en ligne                          | 4 cylindres en ligne                          | 4 cylindres en ligne                          |
| Alimentation                | Atmosphérique                                 | Atmosphérique                                 | Atmosphérique                                 | Atmosphérique                                 | Atmosphérique                                 | Atmosphérique                                 | Atmosphérique                                 | Atmosphérique                                 |
| Cylindrée                   | 2 302 cm3                                     | 2 302 cm3                                     | 2 302 cm3                                     | 2 302 cm3                                     | 2 302 cm3                                     | 2 302 cm3                                     | 2 431 cm3                                     | 2 467 cm3                                     |
| Puissance maxi              | 195 ch (143 kW) à 6 750 tr/min                | 195 ch (143 kW) à 6 750 tr/min                | 215 ch (158 kW) à 6 650 tr/min                | 215 ch (158 kW) à 6 650 tr/min                | 200 ch (147 kW) à 6 750 tr/min                | 220 ch (162 kW) à 6 750 tr/min                | 240 ch (177 kW) à 6 750 tr/min                | 238 ch (175 kW) à 7 000 tr/min                |
| Couple maxi                 | 230 N m à 4 750 tr/min                        | 230 N m à 4 750 tr/min                        | 247 N m à 4 750 tr/min                        | 247 N m à 4 750 tr/min                        | 244 N m à 4 750 tr/min                        | 247 N m à 4 750 tr/min                        | 260 N m à 4 700 tr/min                        | 258 N m à 4 750 tr/min                        |
| Norme environnementale      | Versions 195 ch équipées d'un pot catalytique | Versions 195 ch équipées d'un pot catalytique | Versions 195 ch équipées d'un pot catalytique | Versions 195 ch équipées d'un pot catalytique | Versions 195 ch équipées d'un pot catalytique | Versions 195 ch équipées d'un pot catalytique | Versions 195 ch équipées d'un pot catalytique | Versions 195 ch équipées d'un pot catalytique |
| Transmission                | Propulsion                                    | Propulsion                                    | Propulsion                                    | Propulsion                                    | Propulsion                                    | Propulsion                                    | Propulsion                                    | Propulsion                                    |
| Boite de vitesses           | Manuelle à 5 rapports                         | Manuelle à 5 rapports                         | Manuelle à 5 rapports                         | Manuelle à 5 rapports                         | Manuelle à 5 rapports                         | Manuelle à 5 rapports                         | Manuelle à 5 rapports                         | Manuelle à 5 rapports                         |
| Vitesse maxi                | 235 km/h                                      | 235 km/h                                      | 241 km/h                                      | 239 km/h                                      | 235 km/h                                      | 240 km/h                                      | 252 km/h                                      | 248 km/h                                      |
| 0-100 km/h                  | 6,9 s                                         | 7,5 s                                         | 6,8 s                                         | 7,3 s                                         | 6,9 s                                         | 6,6 s                                         | 6,3 s                                         | 6,5 s                                         |
| Consommations (en L/100 km) | 8,8 L                                         | 9 L                                           | 8,8 L                                         | 9,5 L                                         | 8,3 L                                         | 8 L                                           | 8,3 L                                         | 8,8 L                                         |
| Émissions de CO2 (en g/km)  | Inconnue                                      | Inconnue                                      | Inconnue                                      | Inconnue                                      | Inconnue                                      | Inconnue                                      | Inconnue                                      | Inconnue                                      |
| Capacité du réservoir       | 70 L                                          | Inconnue                                      | Inconnue                                      | Inconnue                                      | Inconnue                                      | Inconnue                                      | Inconnue                                      | 63 L                                          |
| Masse à vide (kg)           | 1 200 kg                                      | 1 360 kg                                      | 1 200 kg                                      | 1 360 kg                                      | 1 260 kg                                      | 1 260 kg                                      | 1 290 kg                                      | 1 200 kg                                      |

## E36 (1992-1999)
La deuxième version de la M3 (gamme E36) a été présentée à l’été 1992 par BMW Motorsport GmbH, elle était basée sur le coupé deux portes durant la première phase de production et elle a ensuite été complétée par la berline et le cabriolet. La M3 E36, commercialisée à partir de 1992 n'a plus grand-chose à voir avec la version précédente, l'E30. D'un point de vue esthétique, la ligne est entièrement revue, mais c'est au niveau du moteur que la division « M » de BMW a effectué les plus gros changements : le quatre-cylindres de l'E30 est remplacé par le moteur six cylindres en ligne S50B30 à quatre soupapes par cylindre de 3 L. Il gagne ainsi, dans un premier temps, plus de cinquante chevaux pour atteindre, sur la première version d'E36, 286 ch (210 kW) et il disposait déjà d’un VANOS entièrement variable (arbre à cames d’admission uniquement, variable en continu à haute pression). Le couple maximal était de 320 Nm à 3 600 tr/min.
D'autre modifications apparaissent en 1996 avec le moteur six cylindres S50B32 de 3,2 L équipé d'une épure binaire circulaire variable grâce au « vanos », qui lui confère un couple incroyable de 350 N m, la puissance atteint les 321 ch (236 kW) à 7 400 tr/min accouplés à une boîte à six rapports, deuxième changement majeur de cette nouvelle version d'E36 M3. 
La puissance moteur considérablement accrue de la M3 E36 par rapport à sa prédécesseure a nécessité, entre autres, une révision du châssis et du système de freinage. Un système de freinage composé a été introduit à l’avant avec la M3 3.2.
Elle a d'ailleurs été élue voiture du XXe siècle par le magazine Auto Plus, et voiture la plus maniable de l'époque par le magazine américain Car and Driver.

## E46 (2000-2006)
La M3 E46, construite de mi-2000 à l’été 2006, présente des attributs esthétiques évocateurs : ailes enflées, larges prise d'air (qui n’ont cependant aucune fonction technique), capot bosselé en aluminium, petit becquet arrière, deux doubles sorties d'échappement, jantes de 18 pouces (19 en option), mais l'ensemble se veut haut de gamme et plutôt raffiné. À bord, en revanche, rien de neuf, la M3 se démarque très peu d'un coupé Série 3. Au niveau du moteur, elle possède une mécanique bien peu ordinaire. En effet, le moteur six cylindres S54 de BMW de 3,2 L de la version précédente est reconduit mais a gagné 45 cm3, 22 ch (pour un total de 343 ch (252 kW)) et 1,3 mkg de couple, obtenus 1 650 tr/min plus haut (la zone rouge se situe désormais à 7 900 tr/min). Avec une puissance spécifique exceptionnelle de 106 ch/litre, ce bloc vient rejoindre le podium des meilleurs « atmos » du moment, juste derrière la Honda S2000 et la Ferrari 360 Modena. Un bouton « Sport » au tableau de bord (qui dispose d'un compte-tours thermostatique) améliore la réponse des injecteurs et permet une conduite encore plus active. Moteur froid, des diodes orange ponctuent chaque 500 tr/min à partir de 4 000 tr/min. Elles s'éteignent ensuite une à une quand le moteur monte en température. Avec ses 343 ch à 8 200 tr/min, elle effectue le 0 à 100 km/h en 5,2 s, 80 à 120 km/h en 5,4 s (en 4e). Le moteur est construit selon le concept de haut régime et fonctionne à haut régime jusqu’à la limite de 8 000 tr/min, mais il offre une large plage de régimes utilisables et il développe déjà 80% de son couple maximal à 2 000 tr/min.
Le châssis était un développement ultérieur du châssis de la M3 E36 précédente. Cette nouvelle version ne fait pas beaucoup mieux que la précédente car elle a grossi et son rapport poids/puissance reste donc inchangé. Niveau consommation, la M3 E46 consomme 11,5 l/100 km, mais peut consommer jusqu'à 60 l/100 km en activant régulièrement le bouton « Sport » sur le tableau de bord. En ce qui concerne le freinage, talon d'Achille des BMW M, comme sur l'ancienne version, les quatre grands disques sont suffisants en temps normal, mais leur efficacité est rapidement mise à mal en rythme soutenu pour stopper les 1 500 kg de cette sportive. Le blocage de différentiel variable M, qui permet une valeur de blocage entre 0 et 100%, de la M3 E36 a également été utilisé, ainsi qu’un système de freinage composé flottant sur les essieux avant et arrière. La M3 E46 perpétue avec brio la réputation liée à son nom. Plus facile et abordable qu'auparavant, elle conserve un rapport prix/performances avantageux. 
En 2003, une version survitaminée viendra parfaire la production, il s’agit de la M3 CSL limitée à 1 358 exemplaires. Une M3 version break a également été fabriquée pour la première fois. Mais ceci est resté une étude, le BMW M3 Touring Concept n’a jamais trouvé sa place dans la production en série.

## E90 - E92 - E93 (2007-2013)
La M3 de quatrième génération était disponible en trois styles de carrosserie. À l’automne 2007, le coupé (E92) est apparu en premier, tandis qu’au printemps 2008, le cabriolet (E93) et la berline (E90) ont suivi. Certains détails de la prédécesseuse, tels qu’un capot surélevé, des passages de roue plus larges, un système d’échappement à quatre tuyaux et des prises d’air sur les ailes, ont été repris. Les rétroviseurs extérieurs sont similaires à ceux de la M3 de la gamme E36.
Au cours du développement, BMW a essayé de réduire le poids. Le toit standard du coupé était en plastique renforcé de fibres de carbone, les supports de pare-chocs étaient en thermoplastique renforcé de fibre de verre sans fin (appelée feuille organique en polyamide 6 et verre) et le capot utilisé était en aluminium. Le poids à vide est de 1 655 kg (coupé) et il pèse donc près de 100 kg de plus que le prédécesseur. 
Cette génération de BMW M3 se positionne comme la rivale de l'Audi RS4 (pour la E90), de l'Audi RS5 (pour la E92), de la Mercedes-Benz CLK 63 AMG et de la Mercedes C63 AMG. Une transmission manuelle à six vitesses est de série. À partir de mai 2008, BMW propose une nouvelle boîte de vitesses automatique à double embrayage à sept rapports développée par GETRAG et appelée « M-DKG », qui réduit le temps de changement de vitesses. Celle-ci peut être actionnée à l’aide de palettes de changement de vitesse sur le volant et offre un mode automatique. Le coupé M3 E92 a hérité d'un toit en fibre de carbone semblable à celui utilisé sur la E46 CSL.

### Performances
S'offrant pour la première fois un moteur à 8 cylindres en V de série (S65B40), installé en position centrale avant, cette quatrième génération de M3 développe 420 ch à 8 300 tr/min et abat ainsi le 0 à 100 km/h en 4,8 s. Le 400 mètres départ-arrêté est abattu en 13,2 secondes. Constitué d'un bloc en alliage d'aluminium et de silicium, le moteur de la BMW M3 affiche une puissance spécifique de 105 ch par litre de cylindrée. Son couple maximum atteint les 400 N m à 3 900 tr/min, dont 85 % délivré sur une plage de plus de 6 500 tr/min. La M3 se dote en effet d'un système de distribution variable VANOS et d'un système d'alimentation en air avec huit papillons de gaz. En outre, elle est équipée d'un alternateur débrayable et d'un différentiel M à glissement limité et répartition variable. La M3 E92 est dotée de série d'une boîte de vitesses manuelle M à six rapports (GS6-53BZ). En option est disponible la boîte de vitesses automatique à double embrayage à sept rapports DKG. Avec cette boîte, le 0 à 100 km/h est abattu en 4,5 s et le 400 mètres départ-arrêté en 12,8 s.

### Séries limitées
En novembre 2009, BMW lance la M3 GTS limitée à 250 exemplaires. Sur le plan des performances, elle garde son V8 dont la puissance a été amenée à 450 ch. Sur le plan de l'esthétique, elle se pare d'une couleur orange exclusive avec un aileron typé course. À l'intérieur, BMW adapte la recette qui a fait le succès de la Porsche 911 GT3 RS : pas de GPS, ni de climatisation et des lanières en guise de poignées de portes. Enfin, le coupé perd ses deux places à l'arrière et les remplace par un arceau-cage couleur carrosserie, un extincteur de course, donnant l'impression qu'il s'agit plus d'une bête de course qu'une voiture de tous les jours. Elle est d'ailleurs souvent comparée à la BMW M3 GTR E46.
L'année suivante, BMW dévoile la M3 Frozen Gray. Produite à seulement trente exemplaires, et seulement aux États-Unis, elle se reconnaît par sa teinte grise matte (référencée comme « Frozen Gray » chez BMW), ses jantes 19 pouces à l'extérieur, et son cuir bi-ton roux et noir à l'intérieur. Le moteur conserve ses 420 chevaux, mais la boîte DCT à double embrayage est fournie de série. Tout acheteur de cette Frozen Gray se voit offrir un stage à la BMW Performance Driving School.
En juin 2011, un modèle encore plus exclusif, la CRT (pour « Carbon Racing Technology »), basé sur la M3 Saloon E90 fait la part belle au carbone, permettant un gain de 45 kg, le tout en gardant les équipements de confort (GPS et climatisation) qui font d'elle une berline de luxe. Elle est produite à seulement 67 exemplaires et le moteur est celui de la GTS à 450 ch. Il s'agit de la première édition spéciale de la M3 qui n'est disponible qu'en berline quatre-portes. Toutefois, ce ne sont plus trois passagers qui pourront s'asseoir à l'arrière, mais seulement deux personnes, dans deux beaux sièges baquets. Elle se reconnaît par sa teinte grise matte son cuir rouge et ses jantes Full Black.
En 2012, BMW sort trois séries spéciales de sa M3 en France. La M3 CS, la M3 Frozen 40 et la M3 DTM Champion Edition. La M3 CS, exclusivement française, se distingue par une teinte bleue matte éclatante (Frozen Blau), ainsi que par son intérieur aux surpiqûres bleues, avec une touche de rouge sur le volant. Il s'agit d'une version dépouillée, spécialement destinée aux sorties sur circuit. La M3 Frozen 40, elle, a été créée pour toute l'Europe, et célébrait les quarante ans de BMW Motorsport. Son extérieur se distingue d'une M3 « normale » grâce à une calandre chromée, ainsi que des sorties d'échappement et des ouïes latérales noires. La version Frozen 40 dispose aussi de quatre coloris spécifiques mats, toutes nommées « Frozen », que ce soit en bleu, bleu foncé, blanc ou rouge. À l'intérieur, la sellerie est exclusive, et les surpiqûres sont assorties à la teinte extérieure. Enfin, la version M3 DTM Champion Edition est un hommage à Bruno Spengler, le pilote canadien victorieux du championnat allemand DTM sur BMW M3. Elle est très facilement reconnaissable, grâce à sa teinte matte « Frozen Black », ses bandes de pavillon aux couleurs de Motorsport, ainsi que le sticker sponsor sur la vitre de custode. Les jantes full black rajoutent une touche d'agressivité à la voiture. À l'intérieur, les inserts en carbone reçoivent la signature de Bruno Spengler, ainsi qu'une numérotation. Seulement 54 exemplaires seront produits.

## F80 (2014-2018)
La BMW M3 F80, qui n’est disponible qu’en berline quatre portes, remplace à partir du printemps 2014 l'ancienne génération de BMW M3 E90. La version coupé (F82), techniquement largement identique, et la cabriolet (F83) ayant désormais pris l'appellation de BMW M4. 
Elle repose principalement sur la série 3 F30 apparue en 2012, et reprend d'ailleurs la base du moteur N55 de la 335i, un six-cylindres en ligne à quatre soupapes par cylindre et injection directe BiTurbo de 2 979 cm3, mais dont la puissance passe à 431 ch (317 kW), pour un couple de 550 N m entre 1 850 et 5 500 tr/min. En 2016, BMW propose un pack compétition qui porte la puissance à 450 ch.
En 2016, la M3 F80 sera restylée un an après la Série 3 « originelle ». À l’été 2018, la production a été arrêtée prématurément pour l’Europe en raison de l’absence d’approbation à la norme WLTP.

### Performances
Si la progression en puissance, par rapport au V8 de l'ancienne génération, semble assez maigre (« seulement » dix chevaux), le couple lui est en impressionnante augmentation grâce à son six-cylindres bi-turbo, avec un bond de 150 N m. Cependant, les performances sont améliorées, car le poids reste contenu à 1 560 kg, ceci grâce à l'utilisation massive de fibre de carbone et d'aluminium. Ainsi, BMW revendique un 0-100 km/h abattu entre 4,1 secondes et 4,3 secondes selon la transmission, tandis que la vitesse maximale est toujours bridée à 250 km/h. Il y avait le choix entre une boîte de vitesses manuelle à six rapports et une boîte de vitesses à double embrayage à 7 rapports, cette dernière étant responsable de l’accélération plus rapide des deux malgré un poids de 40 kilogrammes en plus.
Le principal intérêt de cette BMW M3 est le passage à la motorisation turbocompressée : alors que la précédente génération était animée par un V8 de 4 litres à fort caractère, notamment avec sa zone rouge allant jusqu'à 9 000 tr/min, la BMW M3 se met au downsizing, et a désormais recours à la suralimentation, celle-ci atteint d'ailleurs sa zone rouge à 7 300 tr/min. Même si ce changement est décrié par les puristes, il lui permet une diminution des émission de CO2 par kilomètre ainsi qu'une diminution de la consommation de carburant. Cependant, les turbocompresseurs ne devraient pas trop influencer le caractère du moteur, BMW ayant déjà fait ses preuves sur le moteur S64Tü de la BMW M5 F10.
Cette génération de BMW M3 devrait devancer ses rivales, les Mercedes C63 AMG (berline) et Audi RS4 Sportback, de par son poids réduit (rappelons qu'elle pèse autant qu'une M3 E46, un coupé avec 100 chevaux de moins), et son châssis spécialement revu par les ateliers Motorsport afin de garantir des performances optimales.

### M3 Touring
Le 12 août 2020, BMW annonce l'arrivée de la M3 en version Touring. C'est la première fois de son histoire qu'une BMW M3 est lancée en break. Prévue à l'horizon 2022, voire 2023, elle sera équipée du moteur S58 (6 cylindres bi-turbo, 3 litres) qui pourrait développer plus de 500 ch dans certaines versions.

### Caractéristiques techniques
|                              | M3                              | M3 Compétition                  | M3 CS (limitée à 1 200 exemplaires) |
| Moteur                       | 6 cylindres en ligne            | 6 cylindres en ligne            | 6 cylindres en ligne                |
| Cylindrée                    | 2 979 cm3                       | 2 979 cm3                       | 2 979 cm3                           |
| Puissance maxi               | 431 ch de 5500 à 7 300 tr/min   | 450 ch à 7 000 tr/min           | 460 ch à 6 250 tr/min               |
| Couple maxi                  | 550 N m de 1 850 à 5 500 tr/min | 550 N m de 1 850 à 5 500 tr/min | 600 N m de 4 000 à 5 380 tr/min     |
| Boîte de vitesses            | DKG 7 / BVM 6                   | DKG 7 / BVM 6                   | DKG 7 / BVM 6                       |
| Vitesse maxi                 | 250                             | 250                             | 280                                 |
| 0-100 km/h                   | 4,1                             | 4,0                             | 3,9                                 |
| Consommation (en L/100 km)   | 8,3                             | 8,4                             | 8,3                                 |
| Émissions de CO2 (en g/km)   | 194                             | 194                             | 194                                 |
| Capacité du réservoir (en L) | 60                              | 60                              | 60                                  |
| Masse à vide (kg)            | 1 635                           | 1 635                           | 1 660                               |

### Compétition
BMW a d'ores et déjà annoncé que ce sera la BMW M4 qui prendra le relais de la M3 E92 en championnat DTM.

### Séries limitées

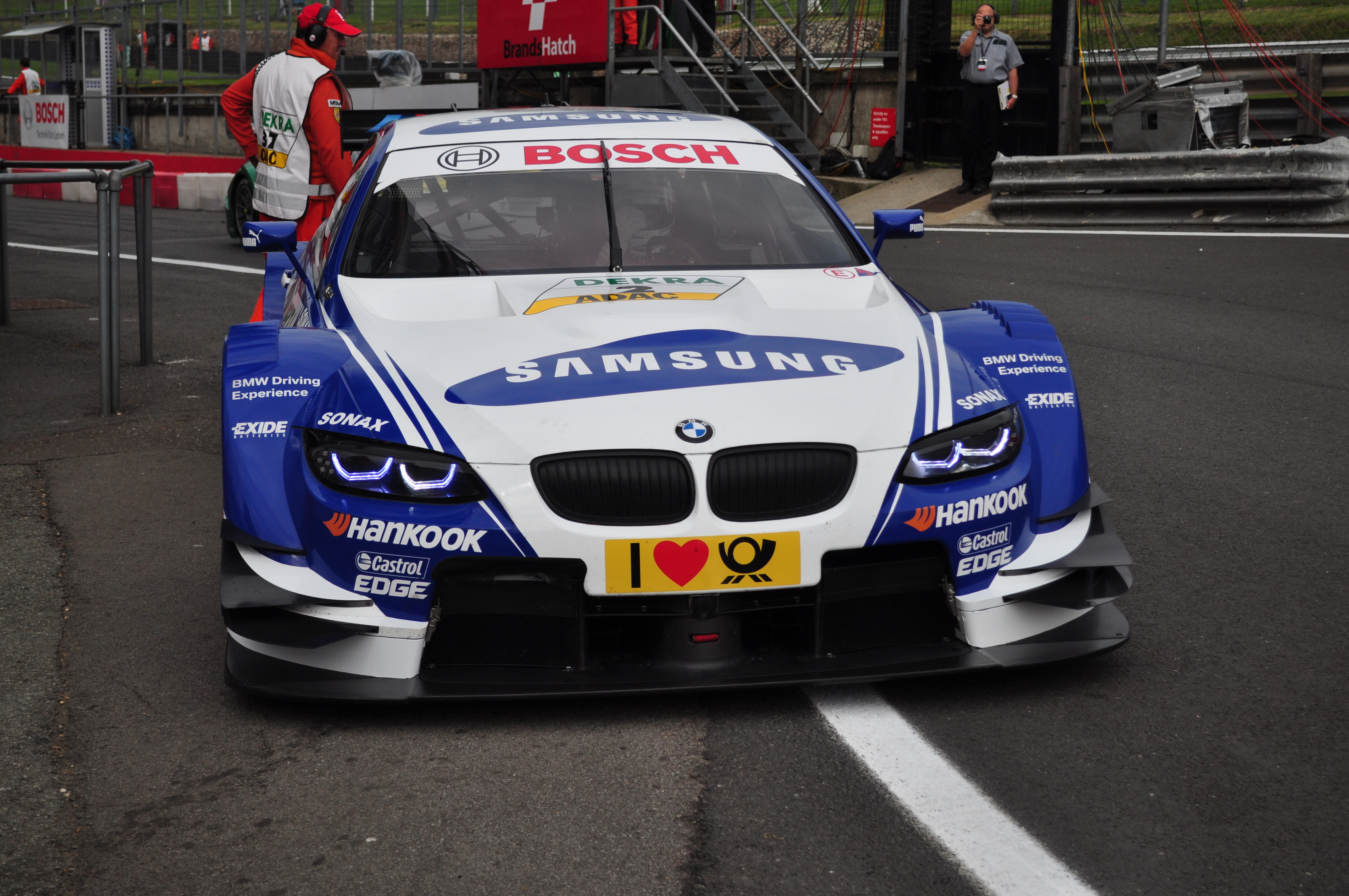
BMW M3 en championnat DTM.

En 2016, pour célébrer les 30 ans de la M3 (la M3 e30 est sortie en 1986), BMW sort une série limitée appelée BMW M3 30 Jahre (littéralement BMW M3 30 ans en allemand). Elle sera produite à 500 exemplaires dont 150 pour le marché américain.
Elle se distingue de la BMW M3 classique par sa couleur exclusive Bleu Macao métallisée (qu'elle emprunte à la M3 e30) ainsi que par des badges « 30 Jahre ». Elle est dotée du pack compétition ce qui amène sa puissance à 450 ch pour un 0-100 km/h annoncé en 4 secondes (avec la boîte automatique double embrayage 7 rapports. À noter qu'elle est également disponible en boîte manuelle 6 rapports). Elle est également équipée de jantes 20 pouces en aluminium forgé, de sièges en cuir Merino, d'inserts en carbone ainsi que de sorties d'échappement chromées noires.

## G80 (depuis 2021)

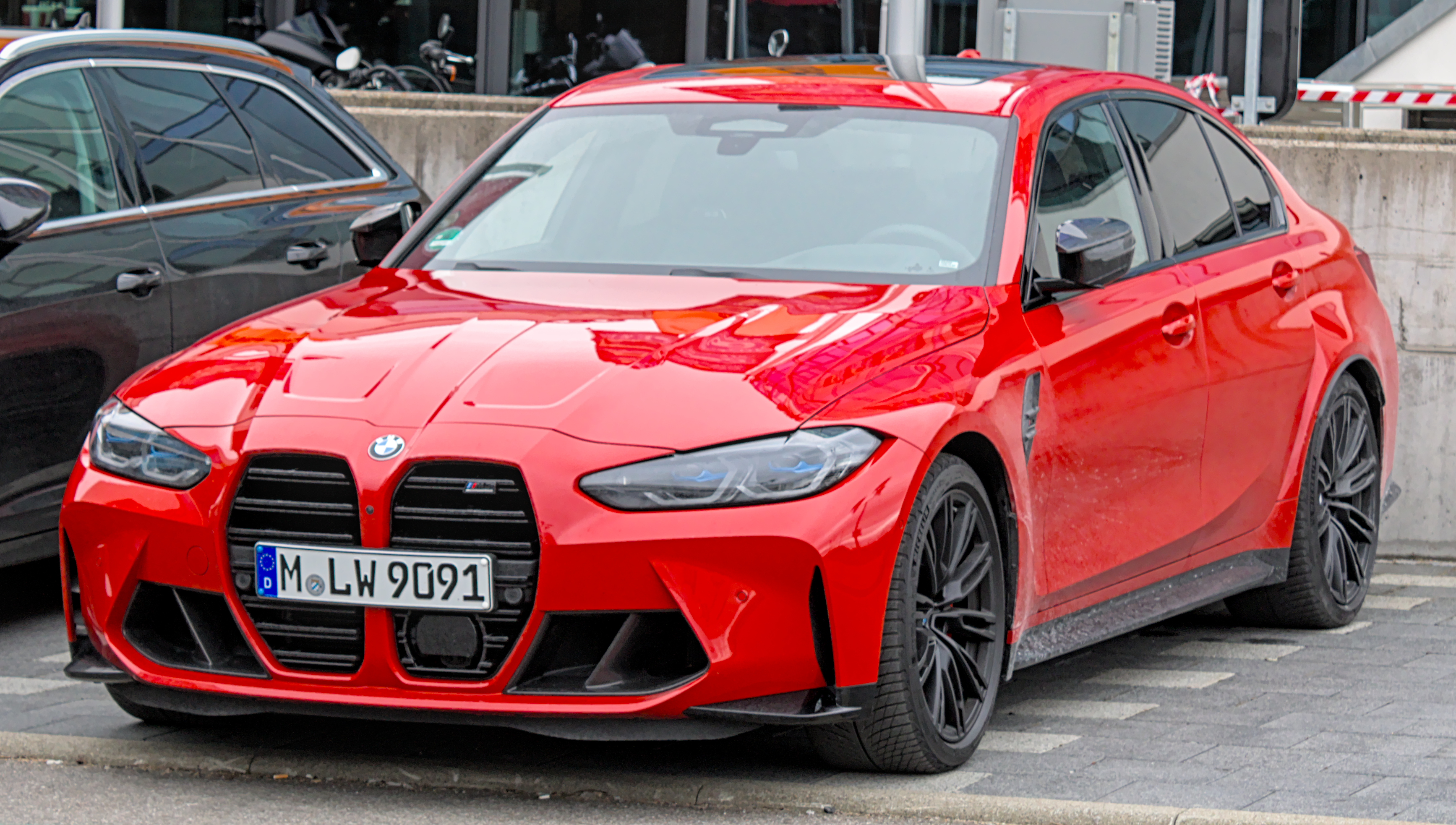
BMW M3 G80.

BMW a présenté la sixième génération de la M3, basée sur la BMW G20 quatre portes, et la version coupé, basée sur la BMW G22, sous le nom M4 en septembre 2020. Elle est équipée du moteur six cylindres en ligne S58. Le lancement sur le marché a eu lieu en mars 2021. Pour la première fois, la M3 de 2022 est également disponible en traction intégrale et en break.

## Galerie

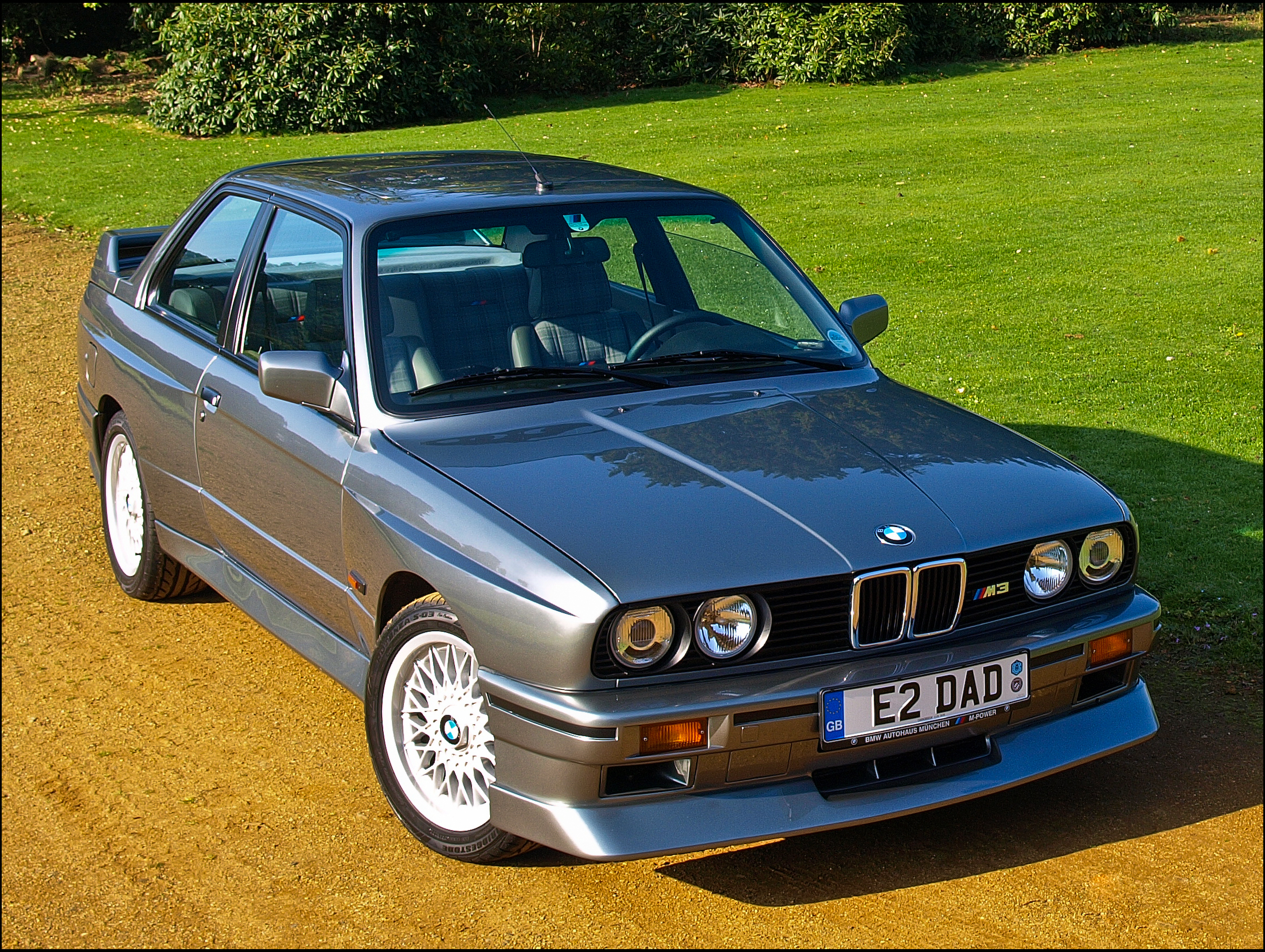
BMW M3 Evolution II (1988–1990), modèle spécial
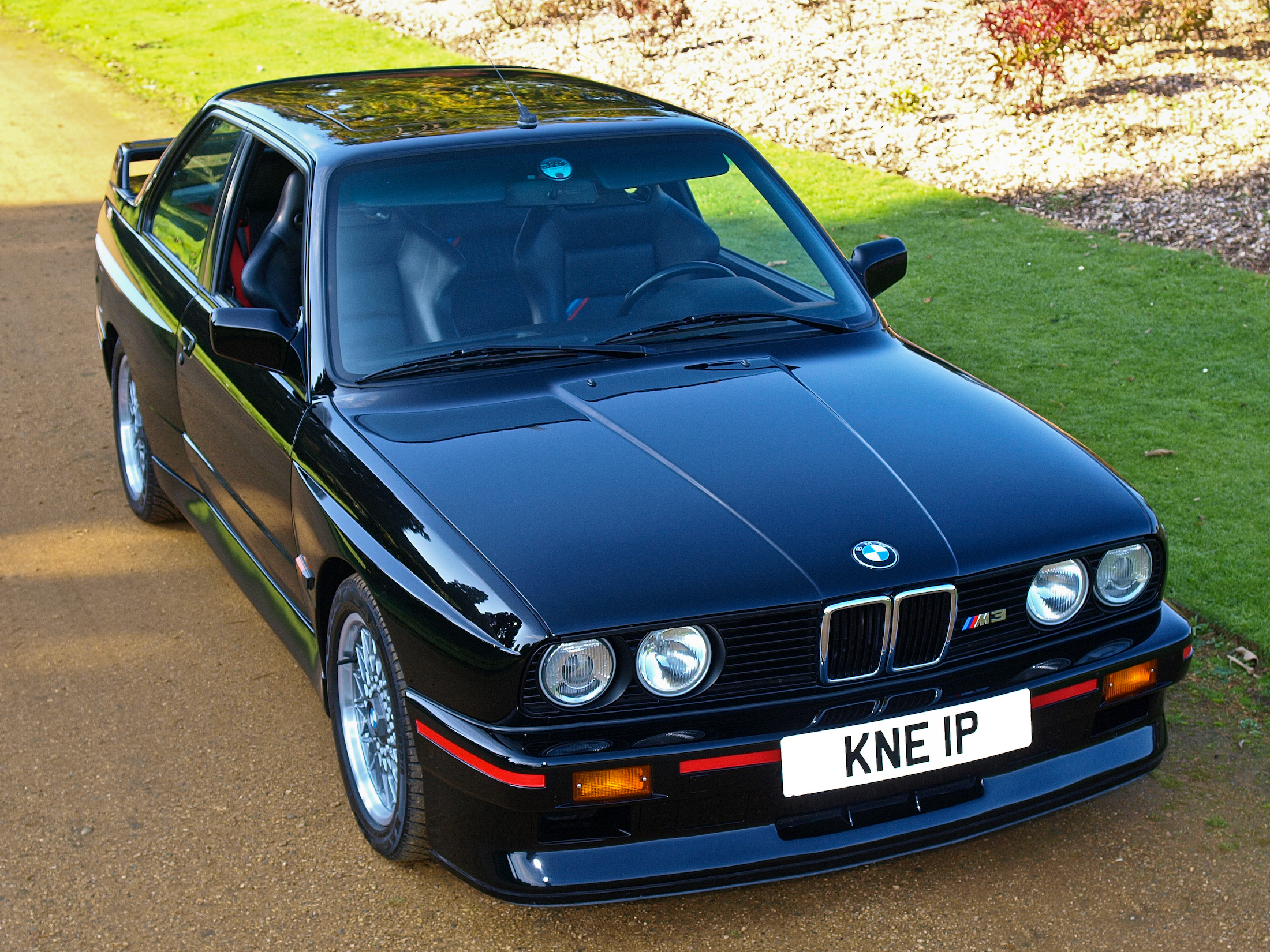
BMW M3 Sport Evolution (1990), modèle spécial
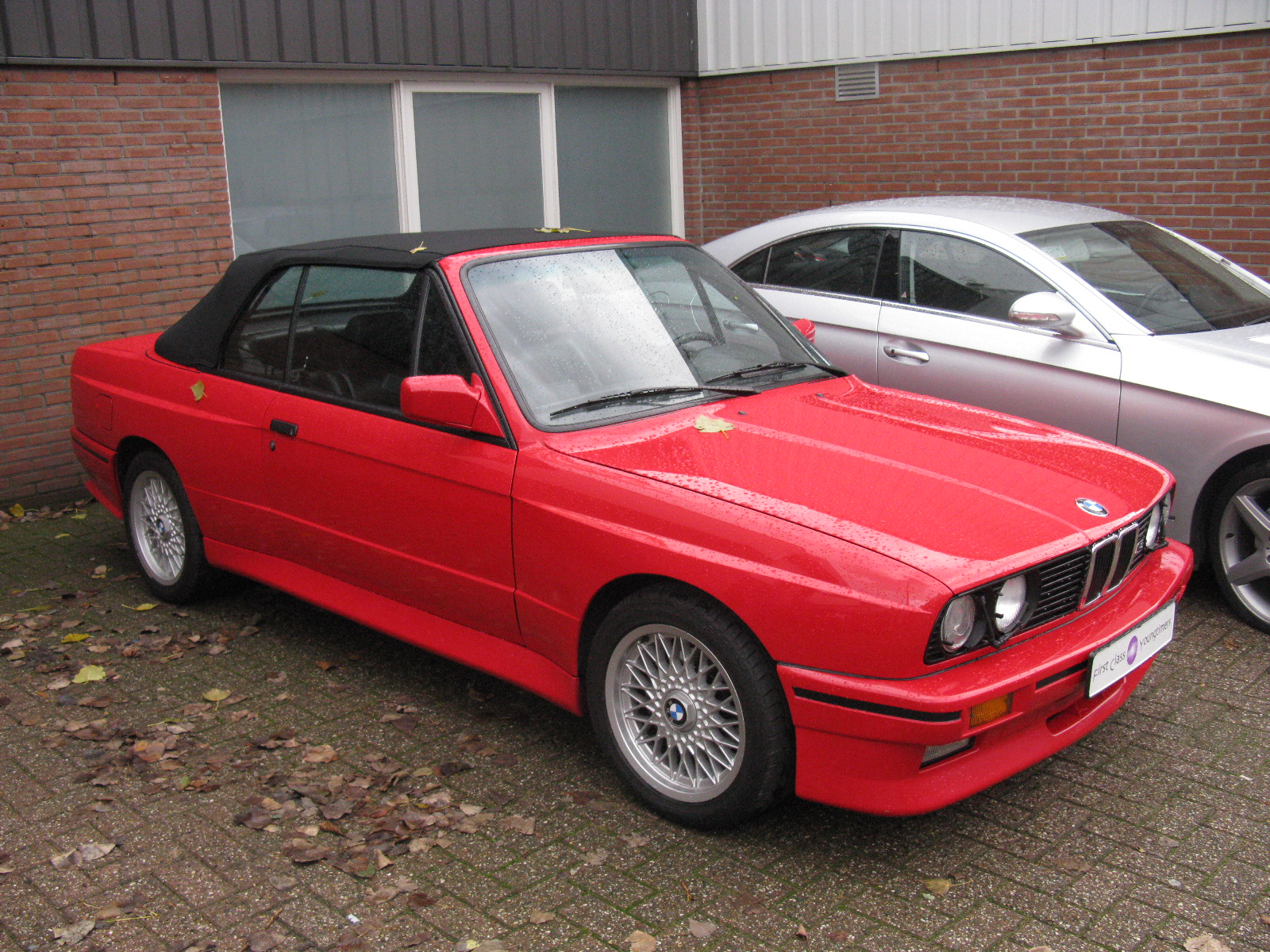
M3 cabriolet, fermé
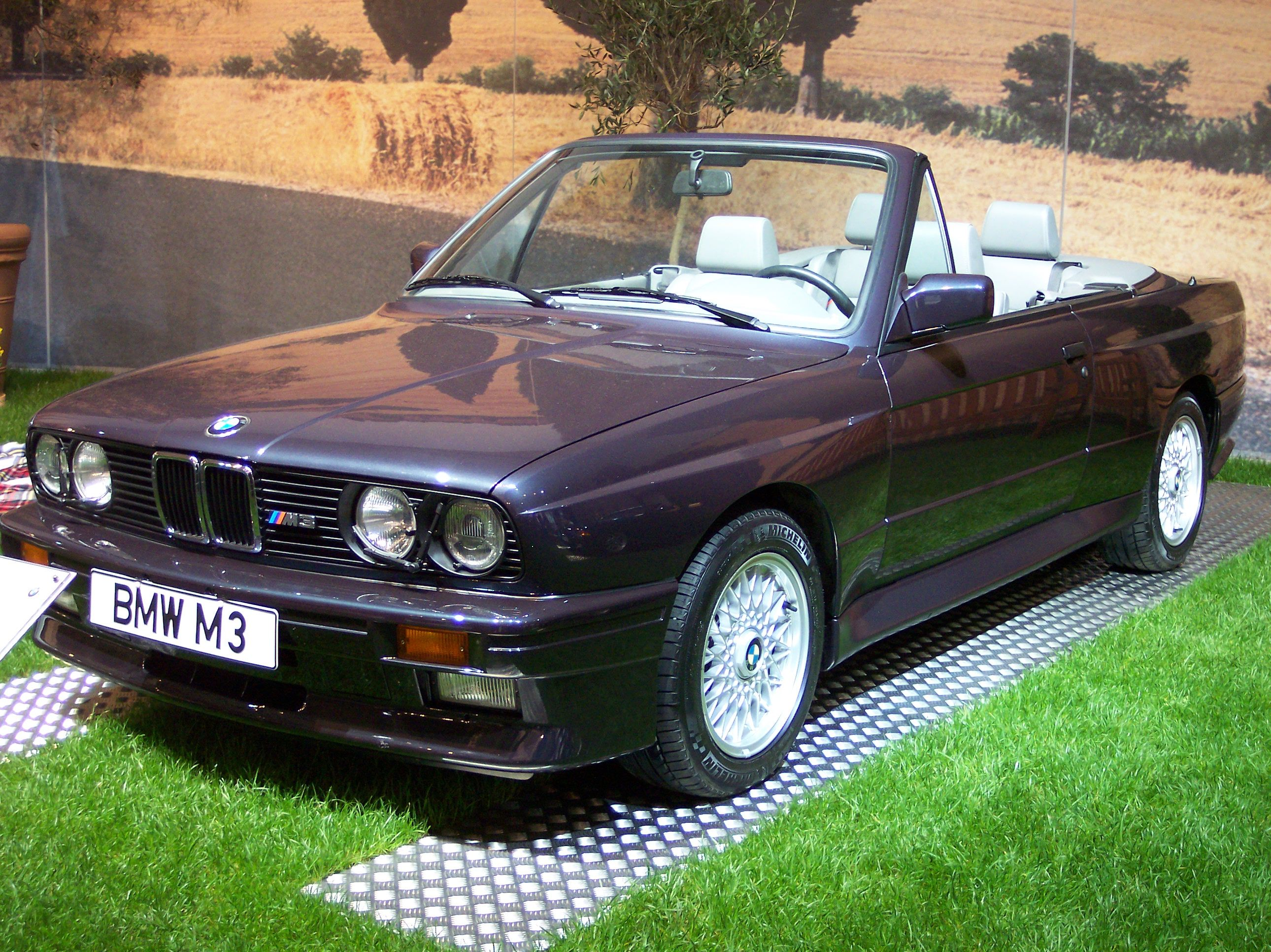
M3 cabriolet: 786 exemplaires
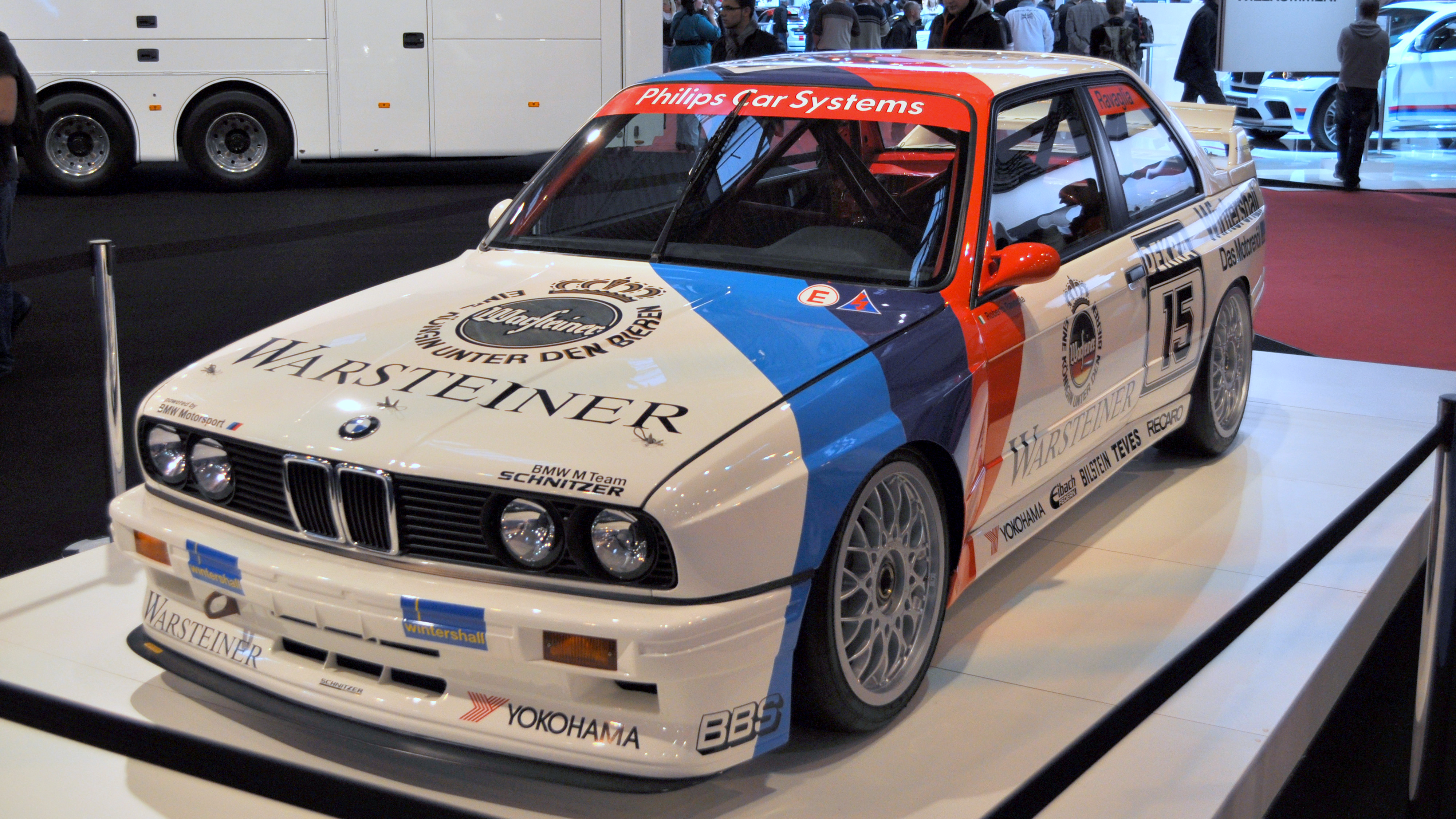
M3 en tant que véhicule du championnat DTM (1989)
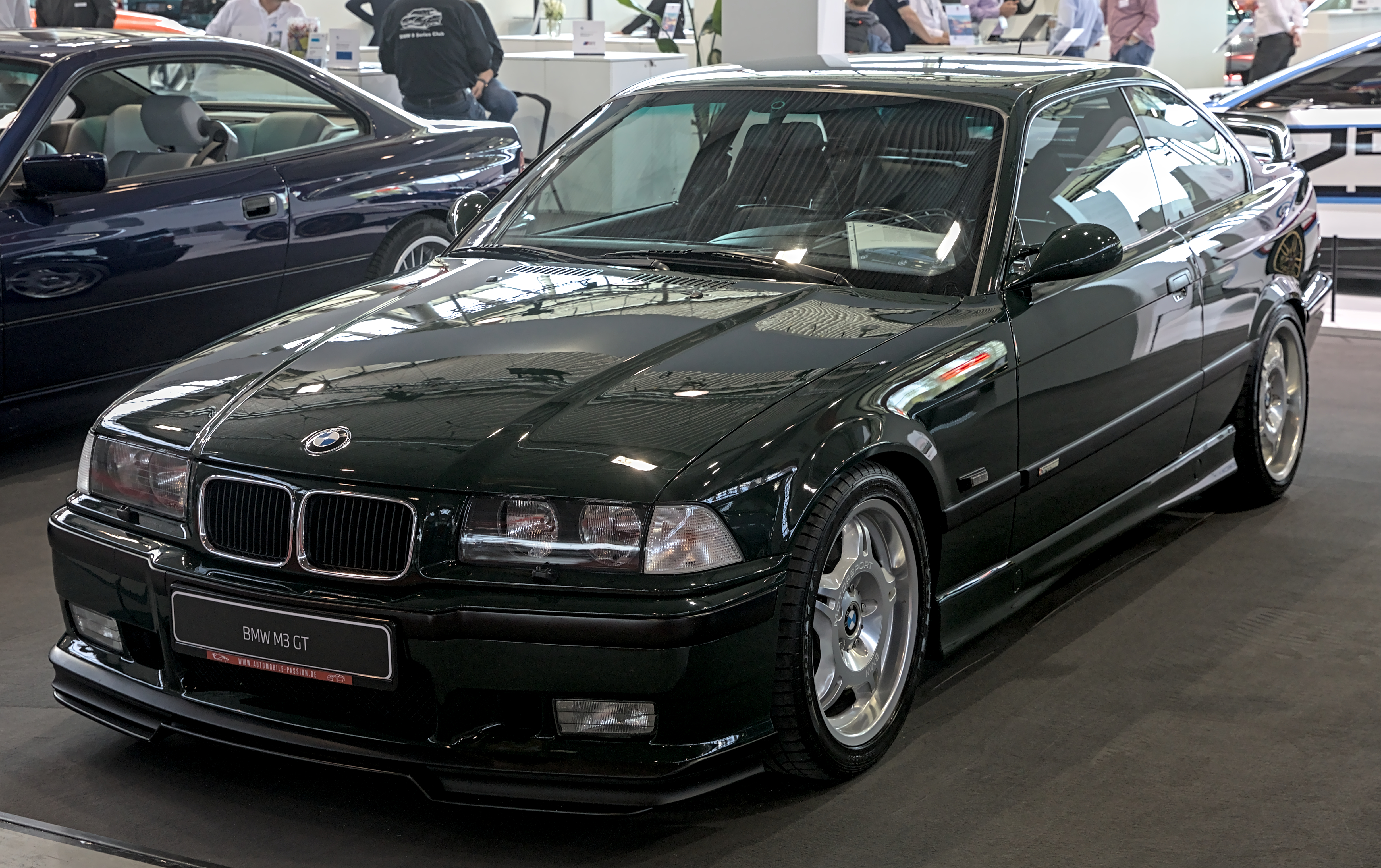
BMW M3 GT (1992–1999)
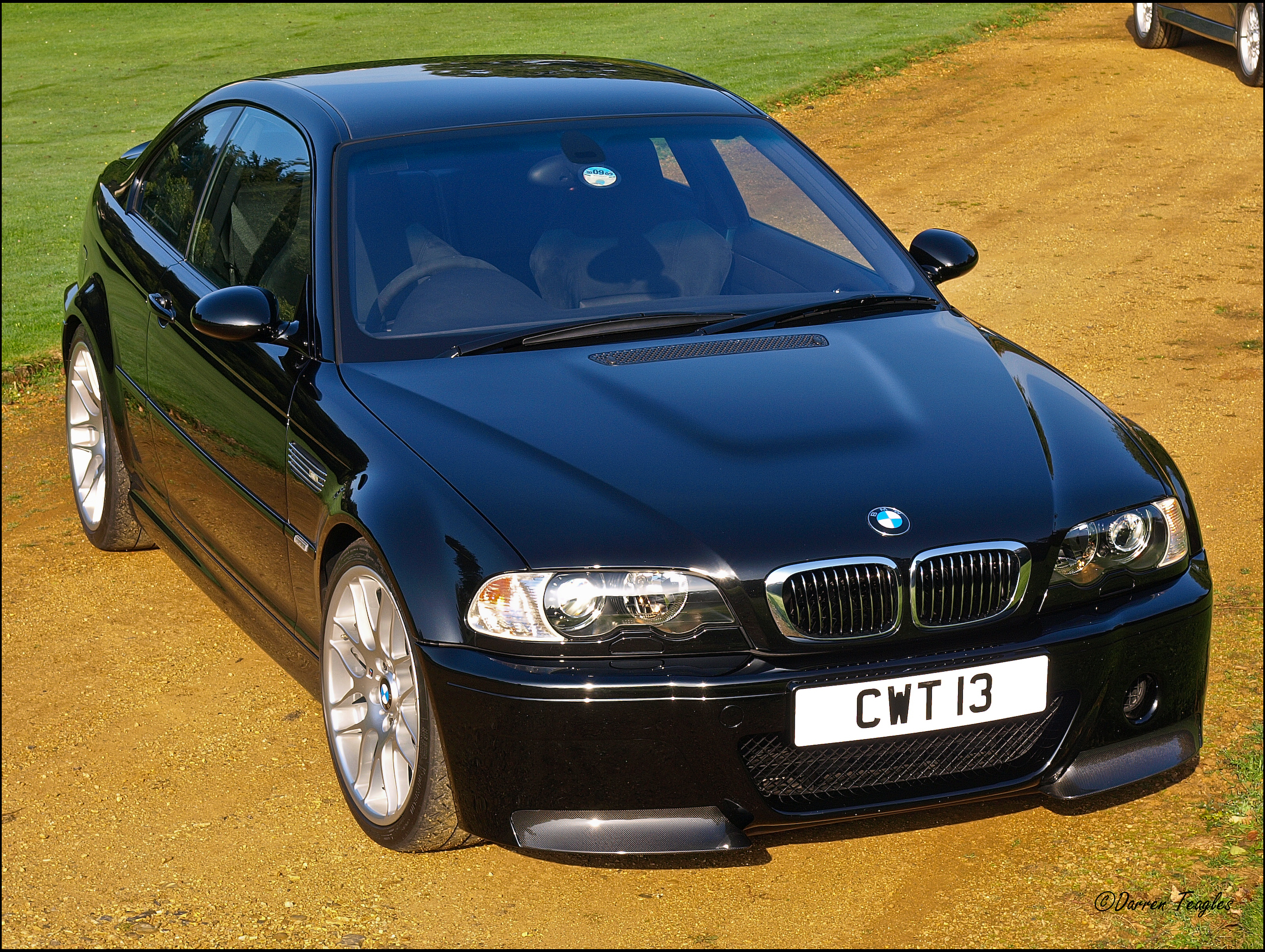
En plus du Saphirschwarz montré ici, la M3 CSL était également disponible en Silbergrau
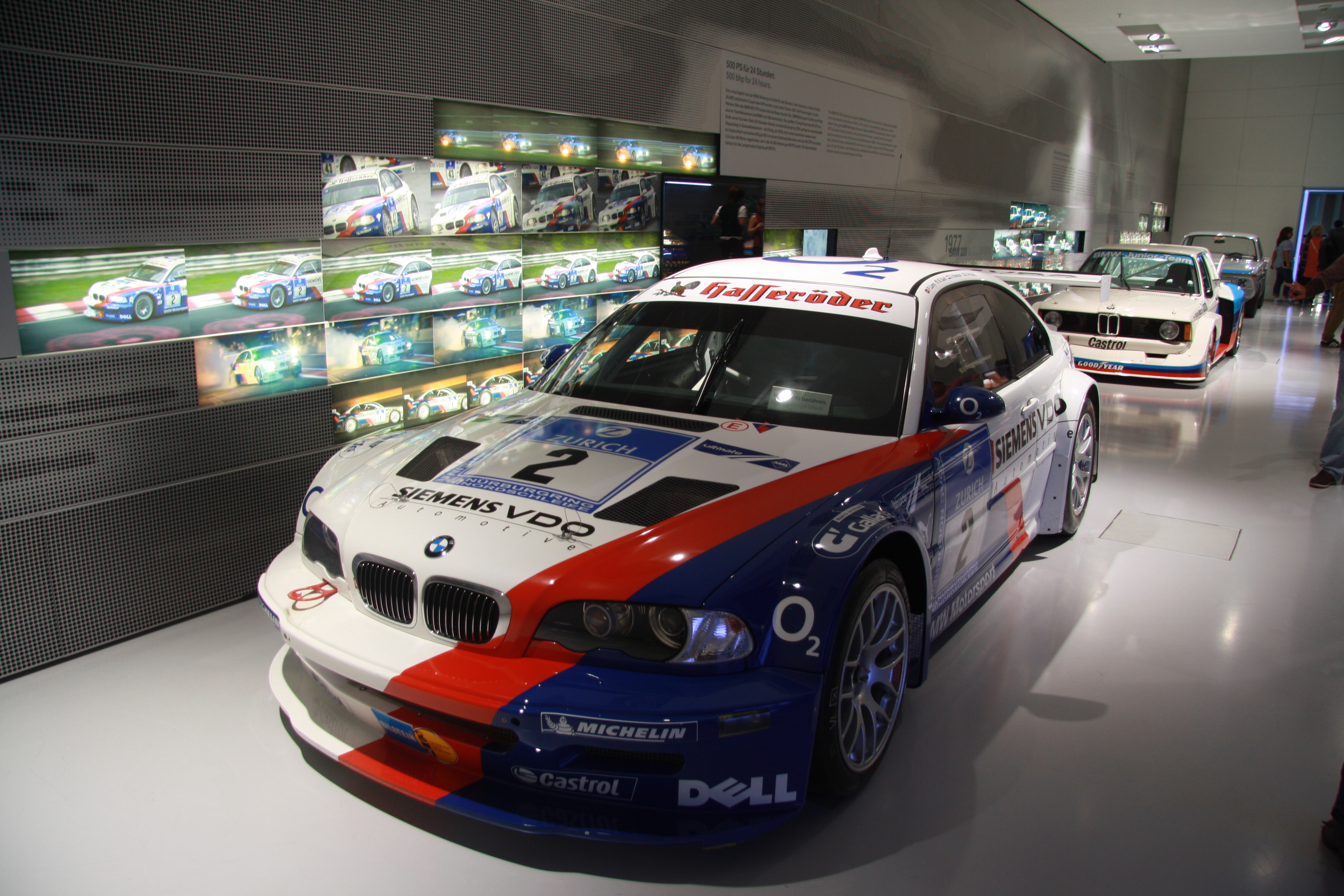
BMW M3 GTR, voiture de course
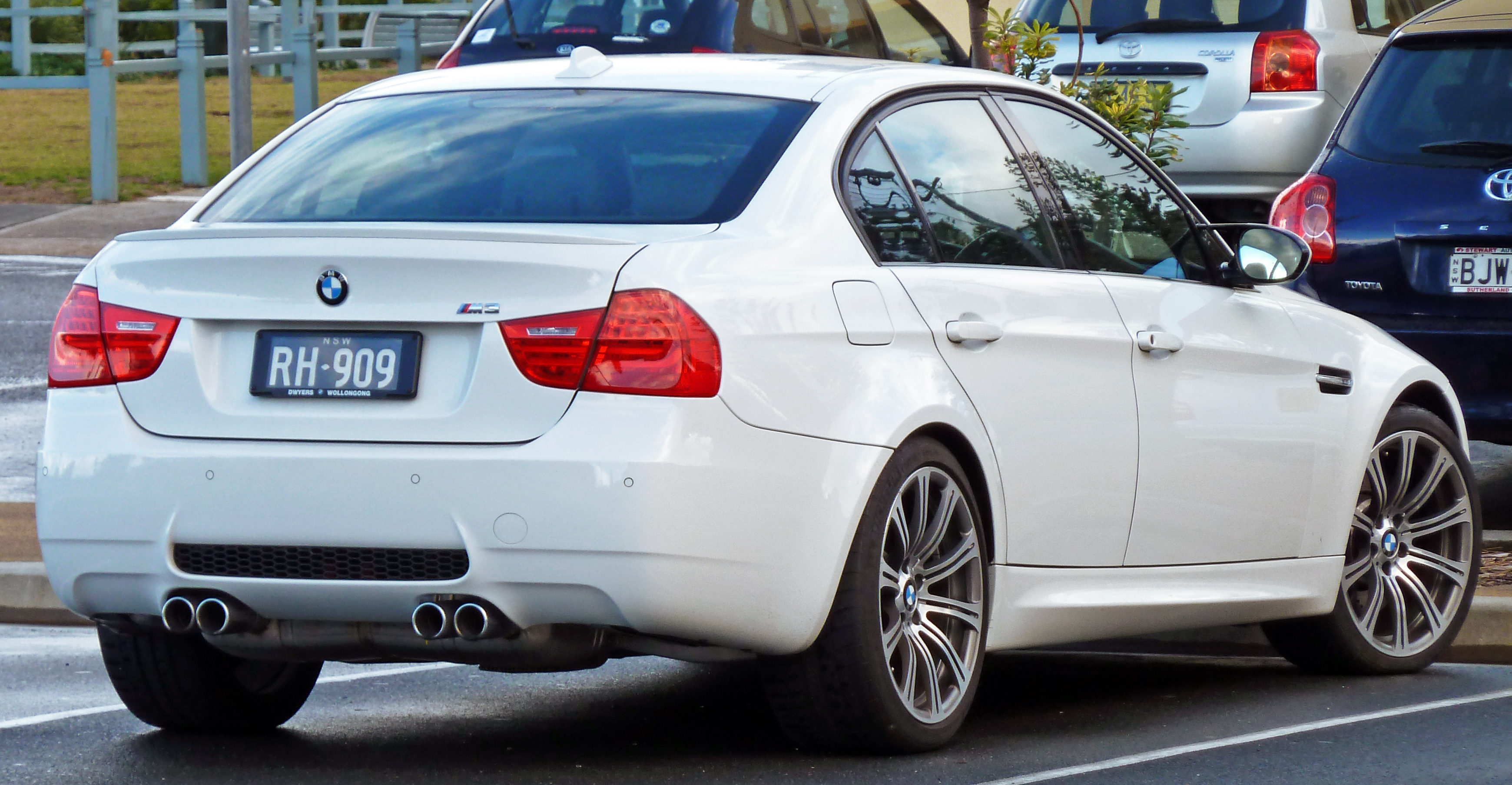
BMW M3 berline (2008–2011)
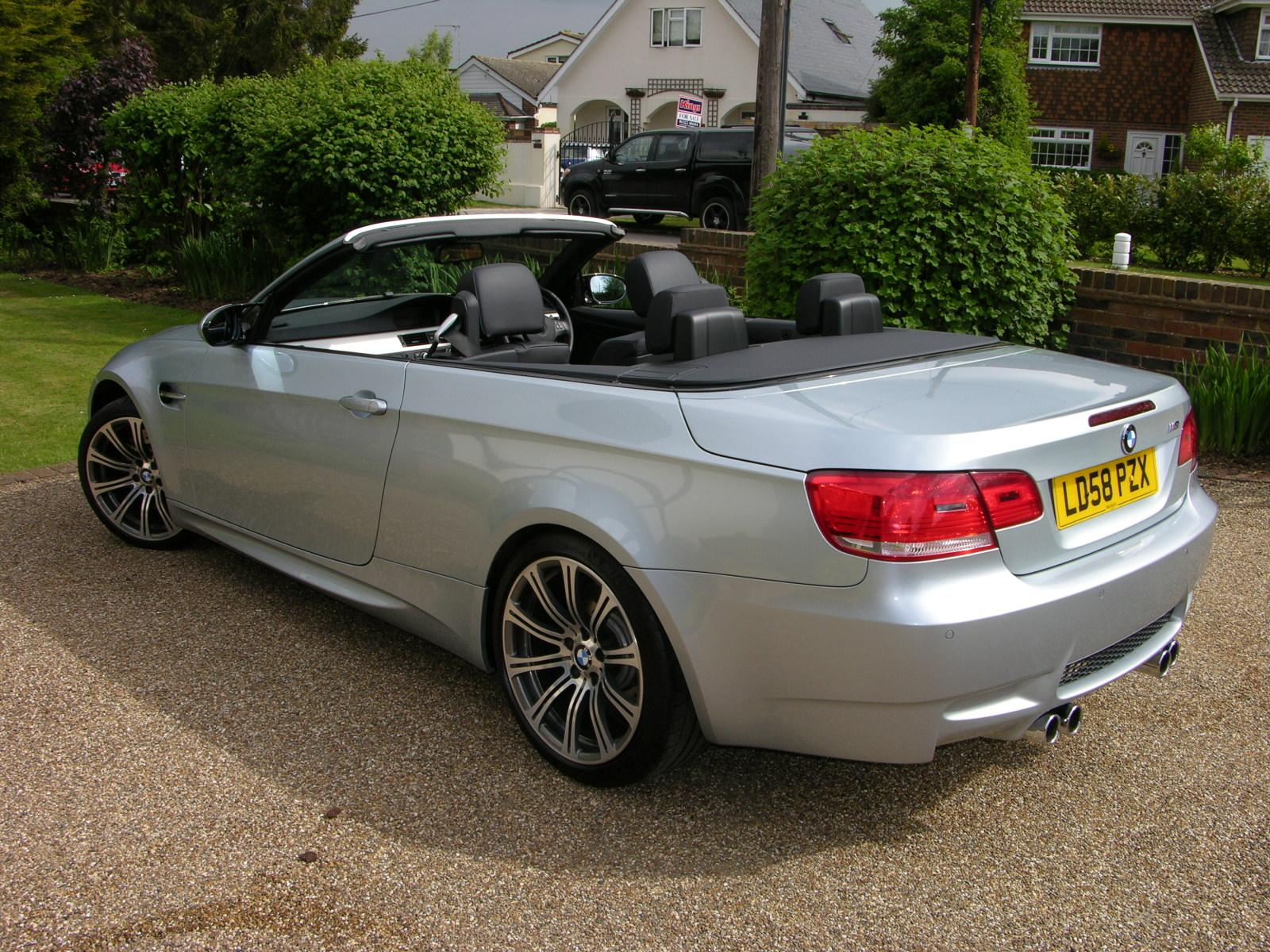
BMW M3 cabriolet (2008–2010)
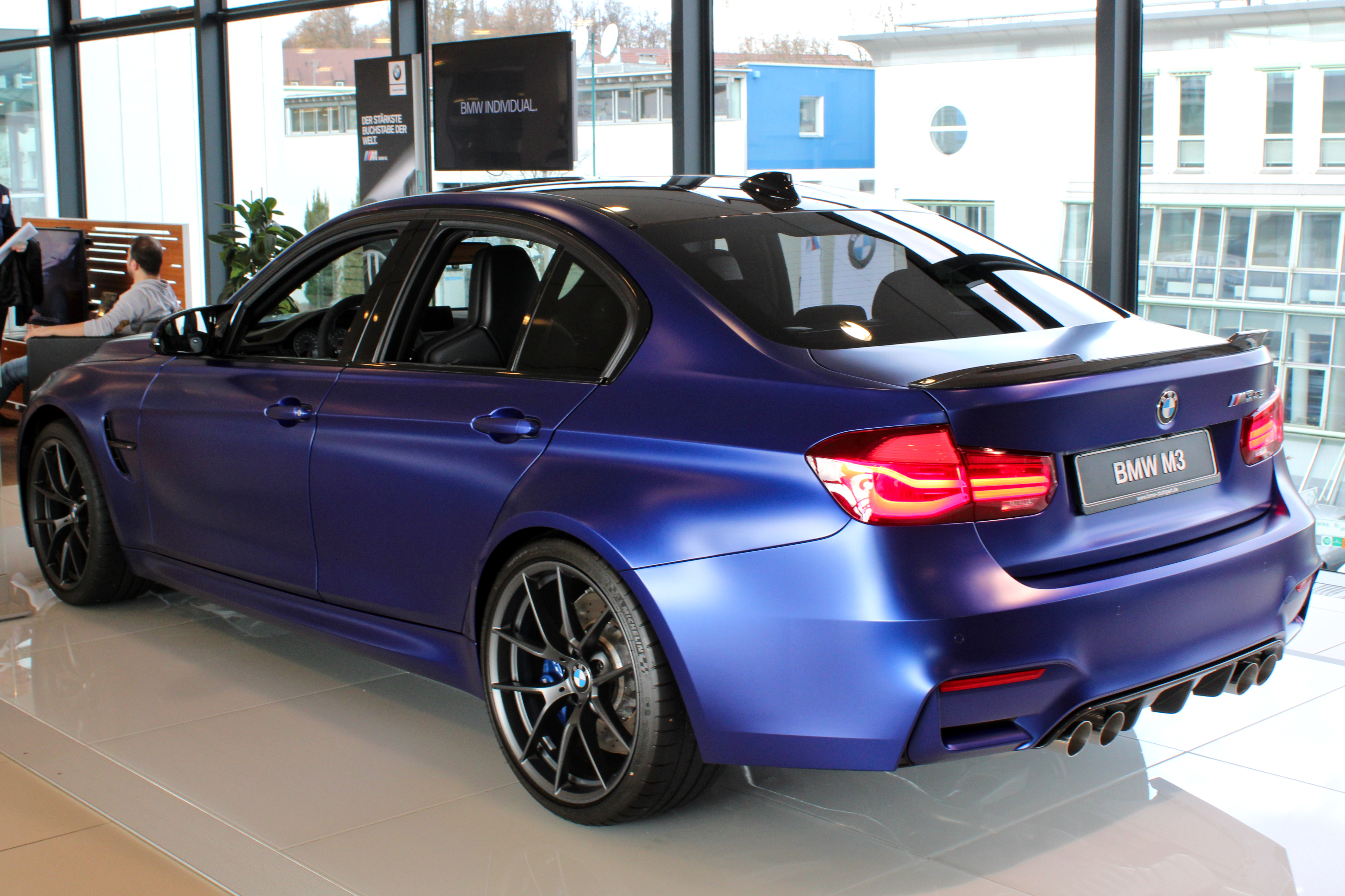
BMW M3 CS avec lèvre de spoiler caractéristique
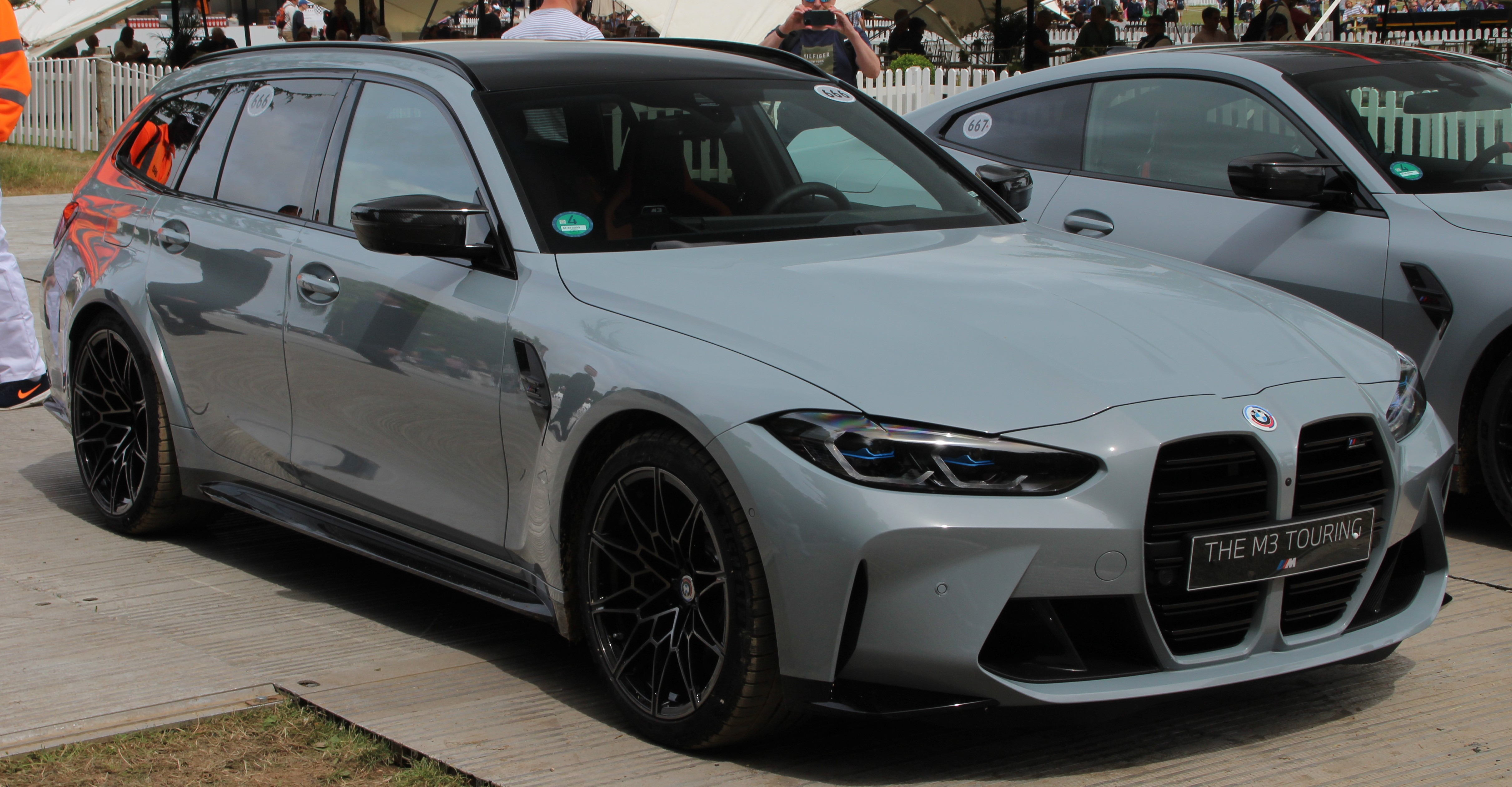
La BMW M3 Touring au Festival de vitesse de Goodwood

## Sports mécaniques
BMW utilise également la BMW M3 comme véhicule de base pour ses activités de sport mécanique :

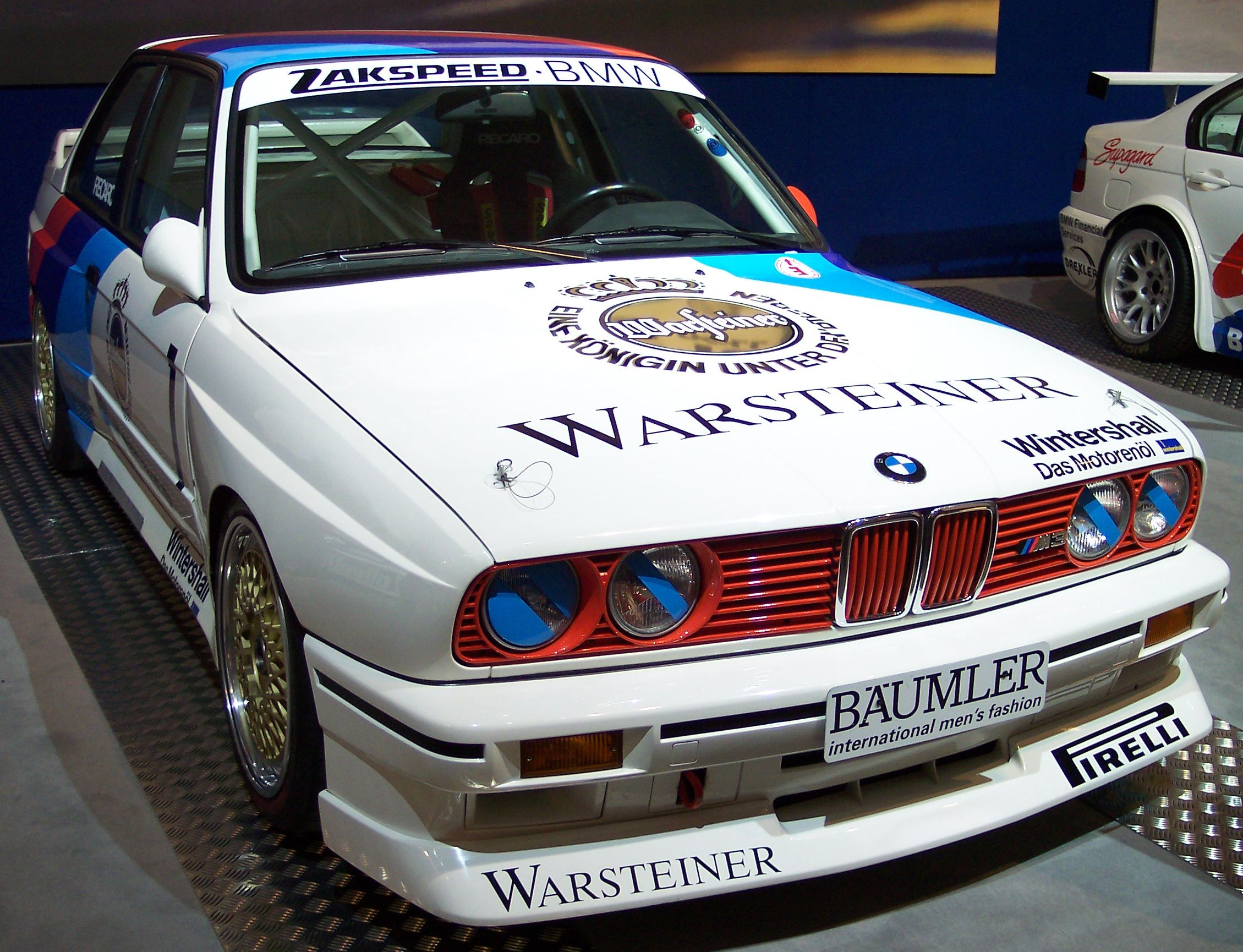
BMW M3 Groupe A DTM 2,3 L (1987)

La M3 de la gamme E30 est la voiture de tourisme la plus réussie au monde. Elle a décrochée plus de 1 500 victoires individuelles, 60 victoires en championnat de courses sur circuit, de la montagne et en rallye, dont sept victoires en Championnat d'Europe de la montagne, cinq victoires au Mitropa Rally Cup et huit victoires aux 24 Heures du Nürburgring et 24 Heures de Spa. La première année, 1987, Roberto Ravaglia devient le premier champion du monde des voitures de tourisme. Winfried Vogt a remporté le championnat d’Europe en 1987 et Eric van de Poele est devenu champion d’Allemagne.
La M3 GTR (E46) a été à l’origine construite pour l’American Le Mans Series et a été initialement équipée d’un moteur six cylindres en ligne de 3,2 litres lors de la saison 2000. L’équipe soutenue par l’usine, Prototype Technology Group, a terminé 7 des 12 courses du championnat sur le podium et a remporté la course à Laguna Seca avec Hans-Joachim Stuck et Boris Said dans la catégorie GT. À la fin de la saison, l’équipe a terminé troisième derrière deux équipes soutenues par Porsche.
En 2001, Schnitzer Motorsport a été envoyé dans la série avec une M3 GTR révisée avec un moteur V8 de quatre litres pour affronter la Porsche 996 GT3 RSR. Cependant, la situation s’est aggravée au Petit Le Mans, la finale de la saison. Schnitzer Motorsport avait remporté les cinq dernières courses consécutives et les pilotes JJ Lehto et Jörg Müller étaient en course pour le titre. Cependant, BMW n’avait jusqu’à présent pas réussi à présenter la version routière de la M3 avec un moteur V8, comme requis par la réglementation GT. Selon les directives de la FIA et de l’ACO, cela aurait dû se produire au début de l’année. C’est ainsi que le principal concurrent, Porsche, voulait voir la voiture de route avec le moteur de quatre litres. Derrière la carrosserie Schnitzer, cependant, il n’y avait qu’une M3 avec un moteur V8 et une immatriculation allemande.

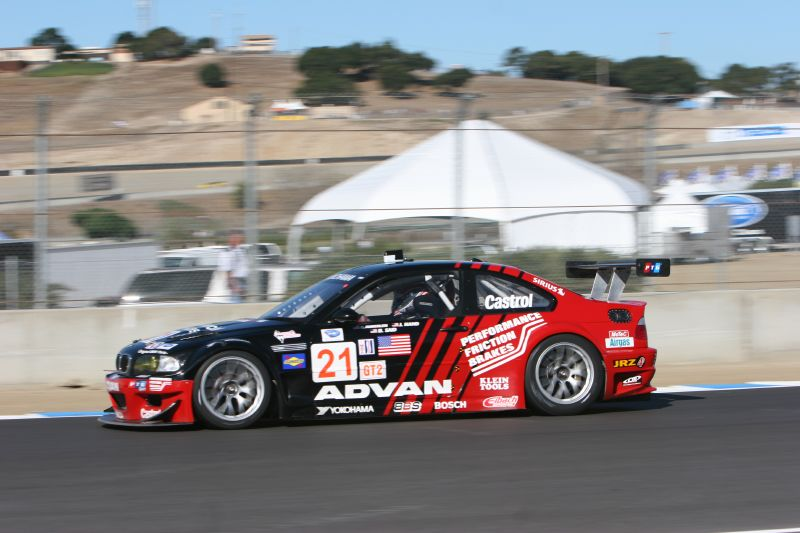
BMW M3 GT2S (2006)

À la fin de l’année, dix ont été remis à des clients. BMW aurait dû construire 25 exemplaires au cours de la saison 2001 pour se conformer à la réglementation. Les responsables de l’American Le Mans Series ont tranché en faveur de BMW, qui a remporté les titres de pilote et d’équipe dans la catégorie GT. Pour l’année 2002, le règlement de l’ACO a été modifié. Toutes les marques de véhicules devaient désormais avoir au moins 1000 unités de rue pour l’homologation. Cependant, tous les véhicules de petite série, comme la M3 GTR, pouvaient continuer à participer au championnat, mais en contrepartie, les brides d’air des véhicules de 1 100 kg devaient être réduites de 30,4 mm à 29 mm. Le poids devait également être augmenté. BMW a ensuite mis fin à son engagement avec Schnitzer dans la série.
À partir de 2003, la M3 GTR a été utilisée dans des courses de 24 heures, à Spa-Francorchamps et surtout pour trois courses des 24 heures du Nürburgring, où après l’endommagement de la boîte de vitesses causé par le refroidissement à la neige carbonique lors du tour de formation en 2003, deux victoires ont été remportées les deux années suivantes. Ces deux voitures gagnantes ne sont plus utilisées. Une voiture se trouve au musée BMW de Munich, la seconde peut être vue au musée de l’équipe Schnitzer Motorsport.

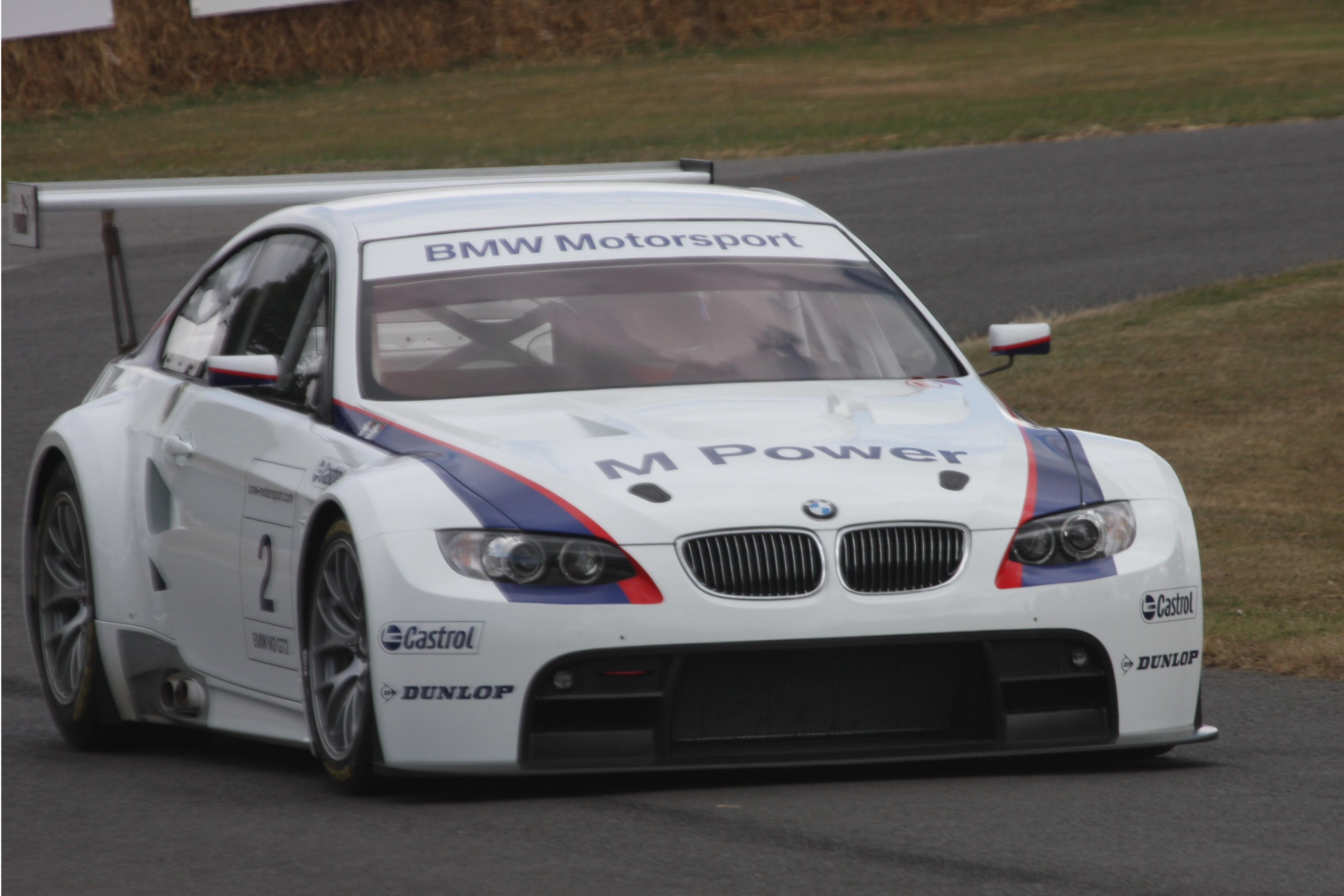
BMW M3 ALMS (2009)

Pour la saison 2006, une M3 a de nouveau été convertie pour être utilisée dans l’American Le Mans Series après que l’organisateur de la série IMSA a annoncé une nouvelle catégorie de véhicules, GT2S. En plus de l’équipe Prototype Technology Group de BMW, Lexus voulait initialement entrer dans la série, mais le projet du constructeur japonais n’a jamais été mis en œuvre. De plus, une victoire en GT2 par un véhicule de la sous-catégorie GT2S n’était pas associée à une invitation aux 24 Heures du Mans. Cependant, les apparitions en course n’ont pas été très réussies, seuls Bill Auberlen et Joey Hand ont terminé deux des dix courses du championnat sur le podium dans la catégorie GT2.
Début 2008, la M3 ALMS a été introduite. À 1 150 kg, le coupé basé sur l’E92 pèse environ 430 kg de moins que le véhicule de série et il est également beaucoup plus large grâce au kit spoiler. Une construction extrêmement légère était nécessaire pour cette réduction de poids, de sorte que de nombreuses pièces ont été remplacées par des pièces en carbone. Le moteur V8 délivre désormais 357 kW (485 ch) au lieu des 309 kW standard. L’électronique ainsi que l’aérodynamique ont été optimisées grâce à l’expérience de BMW en Formule 1. La nouvelle M3 ALMS a fait sa première sortie en 2009 aux 12 Heures de Sebring. Jusque-là, Jörg Müller, Augusto Farfus et Andy Priaulx ont réalisé un programme de tests serré afin de faire avancer le développement. La M3 ALMS a été utilisée par l’équipe américaine Rahal Letterman Racing lors de la saison 2009.

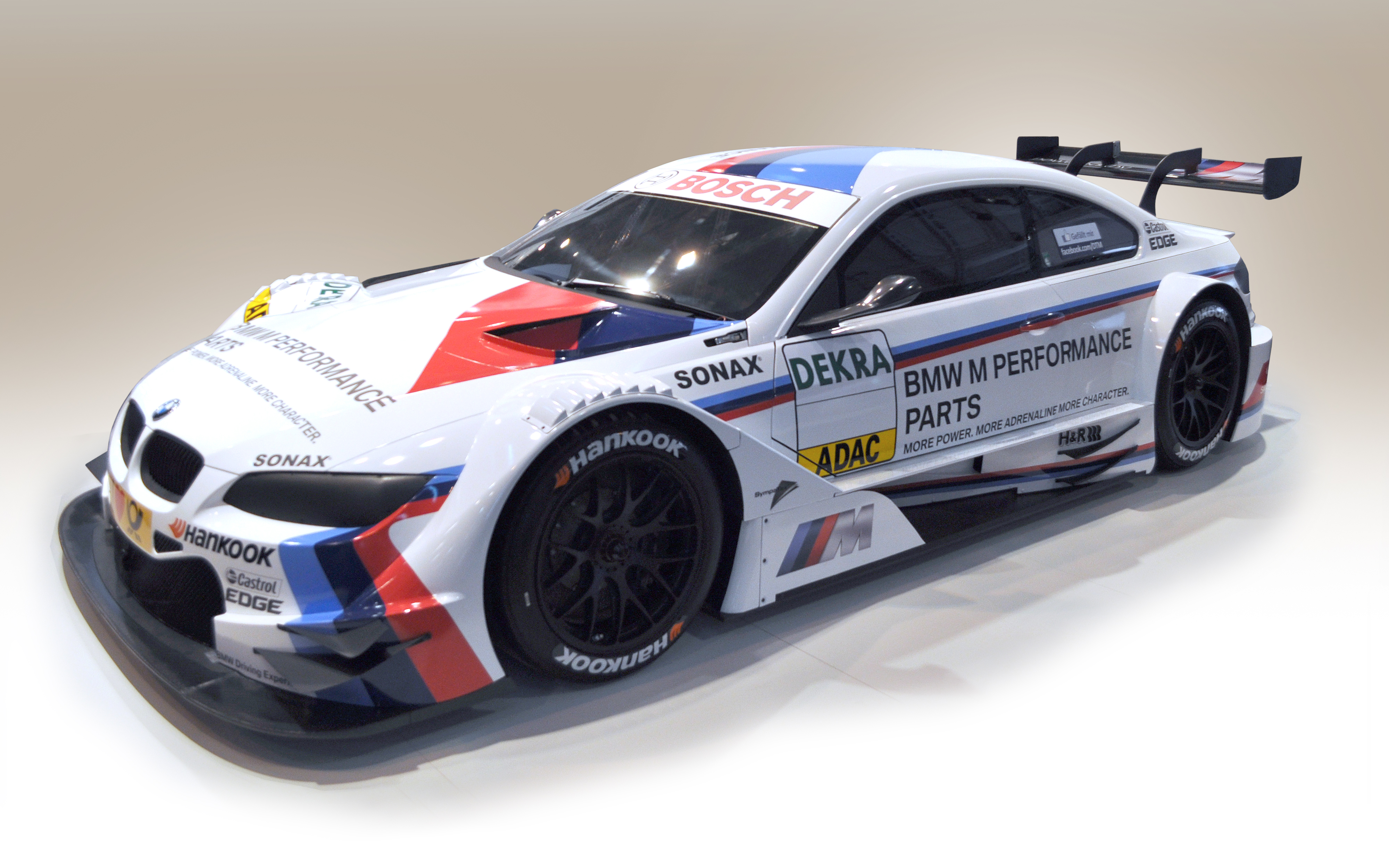
BMW M3 DTM.

En 2010, la M3 a été utilisée par Schnitzer Motorsport dans la série VLN pour la course des 24 Heures du Nürburgring et dans la série LMS pour la course des 24 Heures du Mans et la course des 24 Heures de Spa-Francorchamps. La 19e victoire au général a été célébrée au Nürburgring et la victoire de la catégorie à Spa. A Spa, ils ont même mené le classement général jusqu’à la dernière heure, avant de perdre un temps précieux à la suite d'une avarie de suspension.
BMW est de nouveau impliqué dans le DTM depuis la saison 2012. Les véhicules utilisés dans cette série de course sont similaires en apparence à la version coupé, mais ils n’ont rien de commun avec le modèle de production. Conformément à la réglementation, elle est propulsée par un moteur V8 de 4,0 litres développant environ 480 ch (353 kW). Au total, six véhicules de course sont utilisés par les équipes Racing Bart Mampaey, Reinhold Motorsport et Schnitzer Motorsport.